# Samuel Johnson
Samuel J. Johnson (Lichfield, 18 settembre 1709 – Londra, 13 dicembre 1784) è stato un critico letterario, poeta, saggista, biografo e lessicografo britannico.
È spesso citato come dottor Johnson. Fu un devoto anglicano e politicamente un tory ed è stato classificato come "senza dubbio il letterato più illustre nella storia inglese". Egli è stato l'uomo descritto "nella più famosa biografia della letteratura inglese": James Boswell, Life of Johnson.
Johnson nacque a Lichfield nello Staffordshire e frequentò il Pembroke College di Oxford per poco più di un anno, prima che la mancanza di fondi lo obbligasse a lasciare. Dopo aver lavorato come insegnante si trasferì a Londra, dove iniziò a scrivere articoli di vario genere per il Gentleman's Magazine. I suoi primi lavori furono la biografia The Life of Mr Richard Savage, i componenti poetici London e The Vanity of Human Wishes e il dramma Irene.
Dopo nove anni di lavoro, nel 1755 venne pubblicato il Dictionary of the English Language; quest'opera ha avuto anche un influsso di vasta portata sulla lingua inglese moderna ed è stata descritta come "uno dei più grandi successi della erudizione". Il Dictionary significò per Johnson fama e successo. Fino al completamento del Oxford English Dictionary, 150 anni dopo, il dizionario di Johnson è stato considerato come il dizionario britannico per eccellenza. I suoi ultimi lavori comprendevano saggi, un'edizione annotata delle opere teatrali di William Shakespeare, e il racconto di grande successo, La storia di Rasselas, Principe dell'Abissinia. Nel 1763, fece amicizia con James Boswell, con cui in seguito viaggiò in Scozia; Johnson descrisse il loro viaggio in A Journey to the Western Islands of Scotland. Verso la fine della sua vita, scrisse Lives of the Most Eminent English Poets un'imponente ed autorevole raccolta di biografie e citazioni dei poeti inglesi del XVII e XVIII secolo.
Johnson era di costituzione alto e robusto, ma i suoi gesti strani e i tic erano motivo di confusione in chi lo incontrasse per la prima volta. Sia l'autorevole biografia di Johnson scritta da Boswell sia quelle scritte da altri autori, danno una dettagliata descrizione del comportamento e degli atteggiamenti di Johnson da poter consentire la formulazione di una diagnosi postuma della sindrome di Tourette (TS), una patologia non ben conosciuta o diagnosticata nel XVIII secolo. Dopo una serie di varie affezioni, Samuel Johnson morì la sera del 13 dicembre 1784, e fu sepolto nell'abbazia di Westminster. A partire dagli anni successivi alla sua morte, a Johnson venne riconosciuto l'influsso durevole esercitato sulla critica letteraria ed anche il primato come critico della letteratura inglese.

## Biografia

### Infanzia e adolescenza

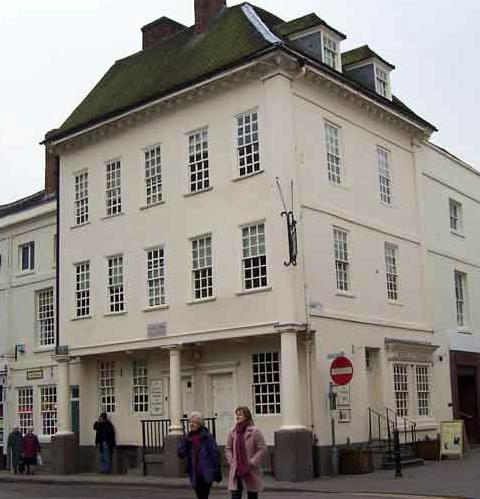
Casa natale di Samuel Johnson in Market Square, Lichfield

Nato il 18 settembre 1709 da Michael Johnson, un libraio, e da sua moglie, Sarah Ford, Samuel Johnson affermò spesso di essere cresciuto in povertà. Dal momento che entrambe le famiglie erano benestanti, non è chiaro cosa sia mai accaduto nel periodo tra il matrimonio di Michael e Sarah e la nascita di Samuel, avvenuta appena tre anni dopo, per provocare un tale cambiamento nelle condizioni della famiglia. Johnson venne alla luce nella casa di famiglia situata sopra la libreria paterna in Lichfield, Staffordshire e, siccome sua madre Sarah aveva 40 anni al momento della nascita di Samuel, ci fu bisogno dell'assistenza di un uomo-ostetrica e chirurgo di "gran reputazione", di nome George Hector. Appena venuto alla luce, il piccolo Samuel non pianse e, avendo suscitato dubbi sul suo stato di salute, sua zia esclamò "che non l'avrebbero nemmeno raccolta dalla strada una povera creatura in quelle condizioni". Poiché si temeva che il bambino potesse morire, fu chiamato il vicario della chiesa di St. Mary affinché impartisse il Sacramento del Battesimo al piccolo. Come padrini vennero scelti: Samuel Swynfen, un medico laureato al Pembroke College di Oxford e Richard Wakefield, un avvocato, medico legale e segretario comunale di Lichfield.
Lo stato di salute del piccolo Samuel migliorò e fu messo a balia presso Joan Marklew. Johnson ben presto contrasse la scrofola, una malattia che a quel tempo era denominata the King's Evil ("il male del re" in inglese), perché si pensava che i sovrani imponendo le mani fossero in grado di guarire tale patologia, capacità ereditata per la loro discendenza da Edoardo il Confessore, re inglese dal 1042 al 1066, che, secondo talune leggende, l'aveva ereditata da San Remigio, vescovo di Reims. Sir John Floyer, ex medico di Carlo II d'Inghilterra, consigliò che Johnson per guarire ricevesse il tocco reale da parte della regina Anna, cosa che avvenne il 30 marzo 1712. Tuttavia, il rituale non sortì effetto alcuno e Johnson fu sottoposto ad un intervento chirurgico che lasciò cicatrici permanenti su viso e corpo. Con la nascita del fratello di Samuel, Nathaniel, Michael Johnson non riuscì più a far fronte ai debiti accumulatisi col tempo e la sua famiglia non fu più in grado di mantenere lo stile di vita cui era stata abituata.
Johnson dimostrò precoci segni di intelligenza e i suoi genitori, come ricorderà in seguito con disgusto, andavano sbandierando in giro le sue "più recenti capacità acquisite". La sua istruzione iniziò all'età di tre anni grazie a sua madre che gli faceva imparare a memoria e recitare brani del Libro delle preghiere comuni. Quando Johnson compì quattro anni venne iscritto ad una scuola nei pressi di casa sua e quando ne compì sei venne mandato da un vecchio calzolaio per continuare la sua istruzione. A sette anni, Johnson venne iscritto alla Lichfield Grammar School, dove si distinse in Latino. In questo periodo della sua vita, Johnson iniziò a presentare quei tic che influenzarono il giudizio delle persone che lo conobbero nei suoi ultimi anni e che costituirono la base per la diagnosi postuma della sindrome di Tourette. Per la sua eccellenza negli studi, Johnson venne promosso alla scuola superiore all'età di nove anni. Durante questo periodo, Johnson fece amicizia con Edmund Hector, il nipote dell'uomo-ostetrica George Hector, e conobbe John Taylor, con il quale rimase amico per il resto della sua vita.
All'età di 16 anni, Johnson ebbe la possibilità di stare presso i suoi cugini, i Ford, a Pedmore nel Worcestershire. Qui divenne un caro amico di Cornelius Ford, che utilizzando la propria conoscenza dei classici fece da precettore a Johnson nel periodo in cui non frequentava la scuola. Ford era un noto accademico di successo ma era anche un noto alcolista i cui eccessi lo portarono al decesso sei anni dopo la conoscenza di Johnson. Dopo aver trascorso sei mesi presso i suoi cugini, Johnson rientrò a Lichfield, ma il preside Hunter, "seccato per l'impertinenza di questa lunga assenza", rifiutò il prosieguo da parte di Johnson della frequenza della Lichfield Grammar School. Per ovviare a questo imprevisto, Johnson venne iscritto presso la King Edward VI Grammar School a Stourbridge. Dato che questa scuola era vicina a Pedmore, Johnson riuscì a trascorrere molto tempo con i Ford e iniziò a scrivere poesie e fare traduzioni di poesie. Tuttavia, egli trascorse solo sei mesi a Stourbridge prima di rientrare ancora una volta dai suoi a Lichfield.

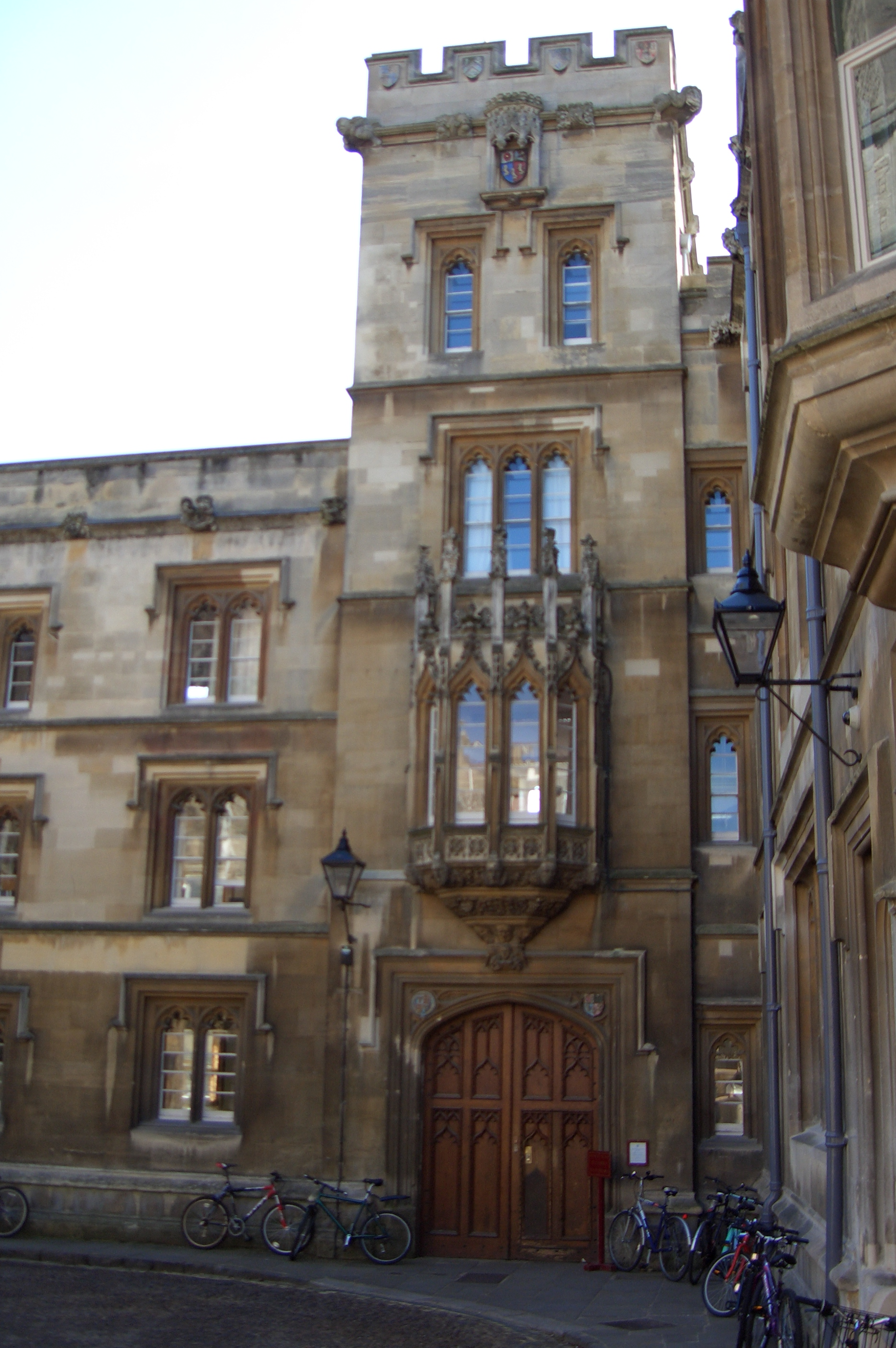
Ingresso del Pembroke College, Oxford

Quando tornò dai suoi, Johnson trovò una situazione precaria a causa del pesante indebitamento di suo padre. Per guadagnare qualcosa, Johnson iniziò a rilegare i libri per la libreria di suo padre ed è possibile che Johnson trascorse la maggior parte del suo tempo nel negozio paterno leggendo varie opere e costruendo così la sua conoscenza letteraria. Le condizioni di povertà durarono fino a che la cugina di Sarah Johnson, Elizabeth Harriotts, morì nel febbraio del 1728 destinando un lascito consistente per l'iscrizione di Samuel all'università. Il 31 ottobre 1728, poche settimane dopo aver compiuto i 19 anni, Johnson entrò al Pembroke College di Oxford. La somma ereditata non coprì tutte le spese a Pembroke, ma Andrew Corbet, amico e compagno di corso, si offrì di colmare il deficit.
Johnson si fece molti amici a Pembroke e si dedicò ad una lettura intensiva. Negli ultimi anni della sua vita raccontò vari aneddoti sulla sua pigrizia. Un giorno il suo precettore, Jorden, gli assegnò per le feste natalizie il compito di tradurre in latino il Messiah, un'ecloga sacra di Alexander Pope. Johnson completò metà della traduzione in un pomeriggio e il resto la mattina seguente. Benché la traduzione gli abbia meritato lodi, tuttavia non procurò quei vantaggi materiali in cui egli aveva sperato. La traduzione apparve in seguito nella Miscellany of Poems (1731), curata da John Husbands, un precettore al Pembroke College ed è la prima opera pubblicata fra tutti gli scritti di Johnson giunta fino a noi. Johnson trascorse nello studio il rimanente periodo natalizio ed anche oltre. Elaborò un "piano di studi" chiamato Adversaria, rimasto incompiuto, e nel frattempo si dedicò allo studio del Francese e ad affinare la sua conoscenza della lingua greca.
Dopo tredici mesi, per carenza di soldi Johnson fu costretto ad abbandonare Oxford senza aver conseguito la laurea e ritornò a Lichfield. Verso la fine della permanenza di Johnson ad Oxford il suo precettore, Jorden, lasciò Pembroke e fu sostituito da William Adams. Johnson apprezzò molto il metodo di Adams come precettore, ma a dicembre, egli era già di molto arretrato nel pagamento delle tasse scolastiche e fu costretto a tornare a casa. Al Pembroke College lasciò molti dei libri che aveva preso in prestito dalla libreria del padre sia perché non poteva permettersi il costo del trasporto e sia perché li considerava come un pegno da riscattare al più presto ritornando ai suoi studi.
Johnson alla fine ricevette una laurea: poco prima della pubblicazione del suo Dictionary nel 1755, la Oxford University assegnò a Johnson il diploma di Master of Arts. Nel 1765, Johnson conseguì un dottorato onorario presso il Trinity College di Dublino e presso la Oxford University. Nel 1776, ritornò a Pembroke con Boswell per visitare il college avendo come guida il suo ex precettore Adams, ora Master. Quella visità servì a ricordare il tempo trascorso al college, i suoi primi risultati e ad esprimere la sua predilezione per Jorden.

### Inizi della carriera: 1731-1746
Poco si sa della vita di Johnson del periodo che va dalla fine del 1729 e fino al 1731; è probabile che abbia vissuto presso i genitori. Sperimentò attacchi di angoscia e di dolore fisico durante anni di malattia; i suoi tic e le sue gesticolazioni associati con la sindrome di Tourette cominciarono a divenire meno controllabili e a suscitare spesso commenti nella gente. Nel 1731, il padre di Johnson era pieno di debiti e il suo status nella comunità di Lichfield si era di molto incrinato. Johnson sperava di ottenere un posto da usciere disponibile presso la Stourbridge Grammar School, ma la sua domanda non essendo corredata da un titolo venne scartata il 6 settembre 1731. In questo periodo, il padre di Johnson si ammalò di una "febbre infiammatoria" che lo portò alla morte nel dicembre 1731. Johnson, infine, trovò un impiego da supplente in una scuola di Market Bosworth, diretta da Sir Wolstan Dixie, che permise a Johnson di insegnare pur privo di titolo. Sebbene Johnson venisse trattato come un servo, egli era ben lieto di insegnare nonostante lo ritenesse noioso. A seguito di una discussione con Dixie egli abbandonò la scuola e nel giugno del 1732 fece ritorno a casa.

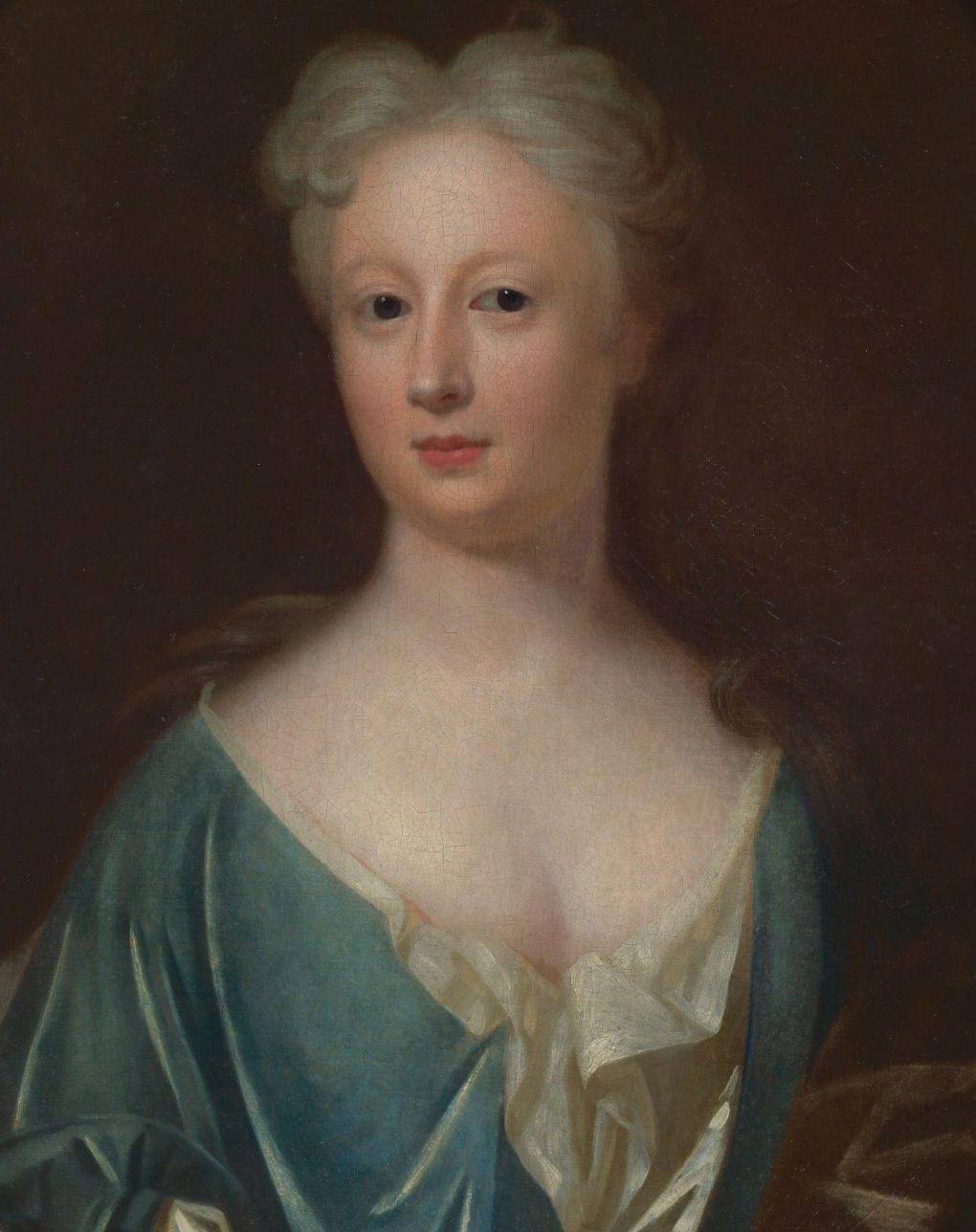
Elizabeth "Tetty" Porter, moglie di Johnson

Johnson continuò a cercare un impiego in una scuola di Lichfield. Dopo che gli venne respinta la domanda per un posto ad Ashbourne, trascorse il tempo con il suo amico Edmund Hector, che abitava nella casa dell'editore Thomas Warren. All'epoca Warren stava per pubblicare il Birmingham Journal, e chiese l'aiuto di Johnson. Questa collaborazione con Warren si intensificò e Johnson propose la pubblicazione di una traduzione delle storie degli Abissini scritte dal missionario gesuita portoghese Jeronimo Lobo. Johnson aveva letto le traduzioni in francese fatte dall'Abbé Joachim Le Grand e ritenne che una traduzione breve in inglese potesse essere "utile e proficua". Invece di scrivere tutta l'opera di suo pugno, egli la dettò a Hector, che portò la copia corretta in tipografia. L'opera di Johnson, A Voyage to Abyssinia fu pubblicata un anno dopo. Nel febbraio del 1734 ritornò a Lichfield e iniziò a progettare una edizione commentata delle elegie latine di Agnolo Poliziano, unitamente ad una storia della poesia in latino da Francesco Petrarca a Poliziano; la pubblicazione era prevista in base ad un certo numero di sottoscrizioni e sarebbe stato il fratello di Samuel, Nathaniel, subentrato a loro padre nella conduzione della libreria, a gestire il tutto. Nonostante il prezzo contenuto col quale veniva offerto il libro, vi furono così poche sottoscrizioni da non giustificare il prosieguo dell'intero progetto.
Johnson rimase accanto al suo caro amico Harry Porter per assisterlo durante la fase terminale di una malattia, che si concluse il 3 settembre 1734 con la morte di Porter, il quale lasciò vedova all'età di 45 anni sua moglie Elizabeth Porter (anche nota come "Tetty") con i tre figli. Alcuni mesi dopo, Johnson iniziò a corteggiarla. Il Reverendo William Shaw sostiene che "l'iniziativa probabilmente partì da lei, poiché il suo attaccamento a Johnson era in netto contrasto con quanto consigliavano e auspicavano tutti i suoi parenti". Johnson non aveva esperienza di tali rapporti ma la vedova benestante lo incoraggiò e gli promise di mettere a sua disposizione i suoi cospicui risparmi. Convolarono a nozze il 9 luglio 1735, nella chiesa di St. Werburgh a Derby. La famiglia dei Porter non approvò questa unione per la differenza di età fra i due, Johnson aveva 25 anni ed Elizabeth 46, inoltre il matrimonio fra Elizabeth e Johnson contrariò il figlio di lei, Jervis, al punto che decise di interrompere i rapporti con la madre. Tuttavia, la figlia Lucy aveva accettato Johnson sin dall'inizio, mentre l'altro figlio, Joseph, accettò in un secondo momento l'avvenuto matrimonio.

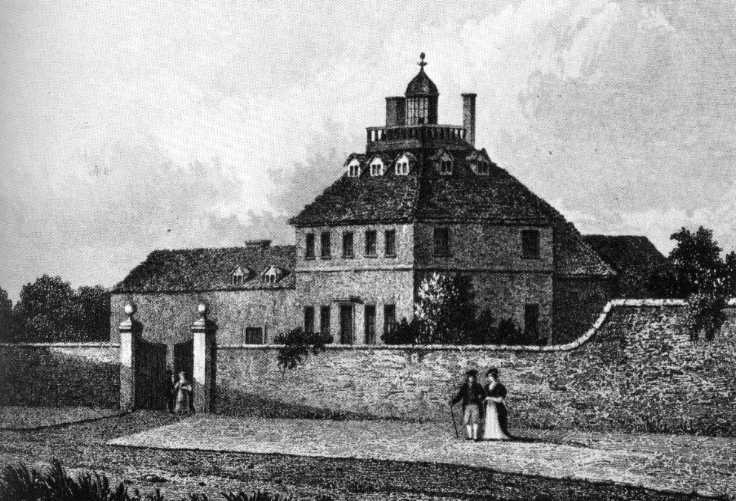
L'edificio scolastico di Edial

Nel giugno del 1735, mentre lavorava come precettore per i figli di Thomas Whitby, Johnson presentò una domanda per il posto di preside della Solihull School. Nonostante il sostegno da parte di Walmesley, Johnson fu scartato perché i dirigenti scolastici ritenevano che egli era "un signore molto altezzoso e di cattivo carattere e che aveva un modo di alterare le sue sembianze (sia pur non volendo) che poteva turbare i ragazzi". Con l'incoraggiamento di Walmesley, Johnson decise che avrebbe potuto essere un insegnante di successo se avesse diretto una propria scuola.
Nell'autunno del 1735, Johnson aprì un istituto privato a Edial, vicino Lichfield. Ebbe solo tre allievi: Lawrence Offley, George Garrick, e il diciottenne David Garrick, che diverrà uno dei più famosi attori del suo tempo. Questa iniziativa pedagogica non ebbe successo e costò a Tetty una sostanziosa porzione dei suoi risparmi. Invece di cercare di portare avanti la scuola, Johnson cominciò a scrivere la sua prima opera importante, la tragedia di ambientazione storica Irene. Il biografo Robert DeMaria riteneva che la sindrome di Tourette rendesse impossibile per Johnson l'esercizio di attività pubbliche come il maestro di scuola o il precettore; questo potrebbe spiegare perché Johnson si convincesse a dedicarsi alla "invisibile occupazione di scrittore".
Il 2 marzo 1738 Johnson partì per Londra insieme al suo ex allievo David Garrick, in quello stesso giorno morì Nathaniel, il fratello di Johnson. Egli era senza un soldo e un po' pessimista circa il viaggio, ma fortunatamente per loro, Garrick vantava conoscenze a Londra e così riuscirono a sistemarsi presso un suo lontano parente, Richard Norris. Johnson ben presto si trasferì a Greenwich vicino al Golden Hart Tavern per completare il dramma Irene. Il 12 luglio 1737 Johnson scrisse ad Edward Cave proponendogli la pubblicazione della traduzione della Storia del Concilio di Trento di Paolo Sarpi, che Cave accettò di pubblicare solo alcuni mesi dopo. Nel mese di ottobre del 1737 Johnson fece venire sua moglie a Londra e trovò lavoro presso la redazione di The Gentleman's Magazine, periodico pubblicato da Cave. Durante questo periodo, le richieste provenienti dalla rivista e da altri editori furono "di una quantità e di una varietà senza pari" e "così numerose, variegate e disseminate" che "lo stesso Johnson non poteva farne un elenco completo". Il nome "Columbia", un nome poetico che verrà utilizzato come calco linguistico per indicare gli Stati Uniti, fu coniato da Johnson e apparve per la prima volta nel 1738 proprio nella pubblicazione settimanale dei dibattiti parlamentari inglesi in The Gentleman's Magazine.

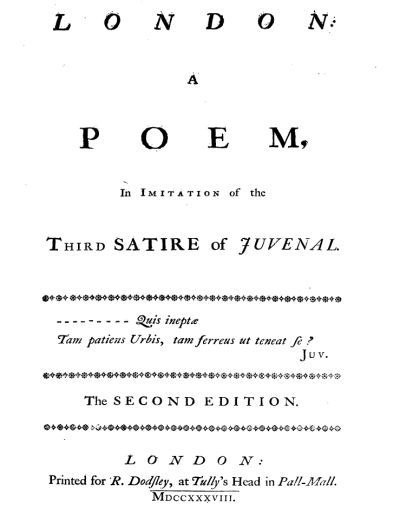
Frontespizio di London, seconda edizione

Nel maggio 1738 venne pubblicato in forma anonima London, la prima opera importante di Johnson. Basata sulla III Satira (Non c'è posto a Roma per un Romano) di Giovenale, quest'opera descrive il personaggio Thales in partenza per il Galles per sfuggire le difficoltà del vivere in Londra, che è ritratta come un luogo di criminalità, corruzione e abbandono dei poveri. Johnson non riusciva a considerare che tale opera potesse recargli qualche merito come poeta. Alexander Pope affermò:"l'autore verrà presto déterré" (portato alla luce, reso noto), ma questo sarebbe accaduto solo 15 anni dopo.
Mel mese di agosto, Johnson non poté accedere alla posizione di direttore della Appleby Grammar School, non avendo un Master of Arts rilasciato da Oxford o Cambridge. Nel tentativo di porre fine a questi rifiuti, Alexander Pope chiese a Lord Gower di usare la sua influenza perché a Johnson fosse assegnato tale titolo accademico. Gower inoltrò una petizione ad Oxford perché fosse attribuita a Johnson una laurea honoris causa, ma gli venne risposto che la sua era "una richiesta fuori luogo". Gower non demorse e scrisse ad un amico di Jonathan Swift perché chiedesse a Swift stesso di rivolgersi alla Università di Dublino perché venisse assegnato un diploma a Johnson, nella speranza che poi che questo titolo potesse essere usato per giustificare il rilascio di un Master of Arts da parte di Oxford, ma Swift rifiutò di fare un piacere a Johnson.
Fra il 1737 e il 1739, Johnson fece amicizia con il poeta Richard Savage. Sentendosi in colpa per il fatto di vivere a spese della moglie Tetty, Johnson abbandonò la casa coniugale e si accompagnò con Savage. Tutti e due erano poveri in canna e trovavano ospitalità nelle taverne o un giaciglio in locali di fortuna e certe volte erano costretti a passare la notte in giro per le strade. Una notte i due si trovarono a percorrere St.James's Square in cerca di un riparo, ma siccome si sentivano con il morale alto e colmi di patriottismo, cominciarono a inveire contro il governo e "resolved they would stand by their country". Gli amici di Savage cercarono di aiutarlo proponendogli di trasferirsi nel Galles, ma Savage andò a finire a Bristol e continuò a fare debiti. Venne per questo rinchiuso in prigione e vi morì nel 1743. Un anno dopo, Johnson scrisse la Vita di Richard Savage (1744), un'opera "toccante" che, secondo il biografo e critico Walter Jackson Bate, "rimane una delle opere innovative nella storia della biografia".

### Dizionario della Lingua Inglese

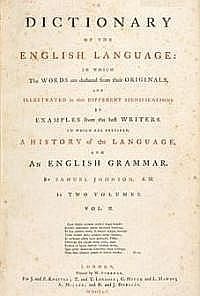
Frontespizio del Dizionario di Johnson, Vol. 2 (1755)

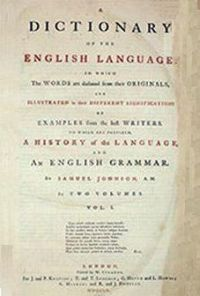
Frontespizio del Dizionario di Johnson, Vol. 1 (1755)

Nel 1746, un gruppo di editori propose a Johnson la creazione di un autorevole dizionario della lingua inglese; la mattina del 18 giugno 1746 venne firmato un contratto con William Strahan e Associati per l'importo di 1.500 ghinee. Johnson sostenne di poter completare l'incarico nel giro di tre anni. Sfidando l'Académie française che ebbe a disposizione quaranta studiosi che impiegarono quaranta anni per completare il Dictionnaire de l'Académie française|dizionario francese, Johnson affermò: "Ecco la proporzione. Vediamo, quaranta per quaranta fa milleseicento. Allora come tre sta a milleseicento, così un inglese sta ad un francese." Sebbene non riuscisse a completare il lavoro in tre anni, ci riuscì a finirlo in nove, giustificando il suo vanto. Secondo Bate, il Dizionario "si può facilmente classificare come uno dei più grandi successi della erudizione e probabilmente il più grande successo mai conseguito da un uomo solo che lavorò svantaggiato di mezzi e di tempo."
Il dizionario di Johnson non è stato né il primo né l'unico. È stato, comunque, il più consultato e il più imitato nel periodo dei 150 anni trascorsi dalla sua prima edizione fino al completamento del Oxford English Dictionary nel 1928. Altri dizionari, come il Dictionarium Britannicum di Nathan Bailey, includevano più parole, e nei 150 anni precedenti il dizionario di Johnson vennero compilati circa una ventina di dizionari monolingua "inglese". Tuttavia, vi era insoddisfazione per i dizionari dell'epoca. Nel 1741, David Hume affermò: "L'eleganza e la proprietà di stile sono molto trascurate nella nostra società. Non abbiamo un dizionario della lingua inglese e a stento abbiamo una passabile grammatica." Il Dictionary di Johnson contribuisce a fornire un quadro del XVIII secolo ed "una fedele registrazione del linguaggio usato dalla gente". In definitiva, è più di un semplice testo di consultazione; è una vera e propria opera letteraria.
Per un decennio, il costante impegno di Johnson nella stesura del Dizionario provocò un certo sconquasso nelle abitudini di vita sue e della moglie Tetty. Dovette impiegare un certo numero di assistenti per la stesura delle copie e di attrezzature per la rilegatura, per questo la casa era come un cantiere pieno di continui rumori e disordine. Per portare avanti il suo lavoro aveva bisogno di consultare centinaia di libri disseminati per tutta la casa. John Hawkins, lo scrittore e amico di Johnson, così descrive la scena: "I libri da lui utilizzati erano quelli della sua collezione personale, tanti e tutti miseramente sbrindellati, e tutti quelli che era riuscito ad ottenere in prestito; questi ultimi, alla fine, se mai fossero tornati nelle mani dei legittimi proprietari, non sarebbero più stati accolti con la gioia per ciò di cui si ritorna in possesso". Johnson, in quel periodo, era anche molto preoccupato per le condizioni di salute della moglie Tetty, che iniziava a mostrare i segni di una malattia in fase terminale. Per conciliare l'assistenza alla moglie con il lavoro, si trasferì in Gough Square al civico 17 vicino al suo tipografo, William Strahan.

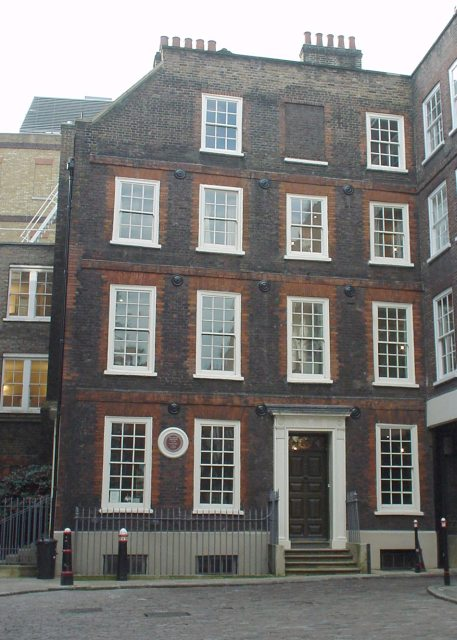
La casa del Dr Johnson, 17 Gough Square, Londra

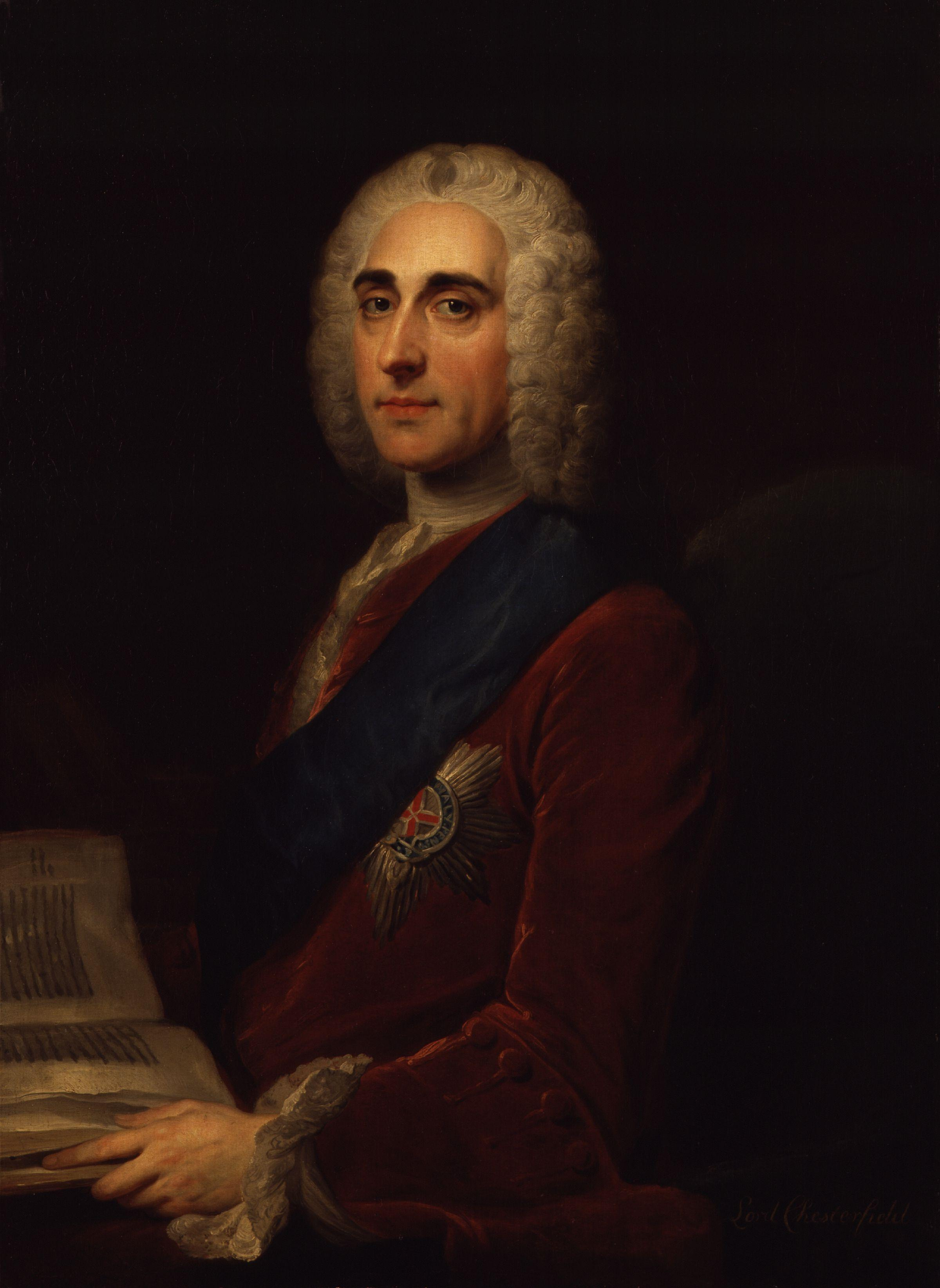
Philip Dormer Stanhope, 4º Conte di Chesterfield ritratto da William Hoare di Bath.

In preparazione del lavoro, Johnson compilò un Prospetto per il Dizionario. Questo Prospetto, con gran dispiacere di Johnson, trovò un mecenate in Philip Stanhope, 4º Conte di Chesterfield. Infatti, sette anni dopo che era stato sottoposto a Chesterfield e da questi accettato, Chesterfield scrisse e fece pubblicare anonimi due saggi nel periodico The World lodando e raccomandando il Dizionario. Johnson non gradì il tono dei saggi e si convinse che Chesterfield non aveva rispettato gli obblighi come mecenate dell'opera. Johnson scrisse una lettera a Chesterfield in cui espresse il suo parere e criticò aspramente Chesterfield, dicendo "Che mecenate è, mio signore, colui che guarda con indifferenza un uomo che lotta per sopravvivere fra i flutti e quando poi questi ha raggiunto la riva lo imbarazza con la sua ormai inutile offerta di aiuto? Il piacere da voi espresso per il mio lavoro, sarebbe stato ben accetto solo se fosse stato formulato in tempo: ma è giunto tardivo, quando non sapevo più che farmene; quando non c'era più nessuno con cui condividerlo; quando, ormai io conosciuto, non lo desideravo più." Chesterfield, colpito dal tono della lettera, non la distrusse ma la mise su di un tavolo a disposizione degli ospiti che volessero leggerla.
Alcuni sostengono che quella lettera suscitò un certo clamore nel mondo letterario quando Johnson la rese pubblica e sin da allora è stata oggetto di commento; è stata definita la "dichiarazione di indipendenza" della letteratura.
Il Dizionario venne pubblicato nell'aprile 1755, con la citazione nel frontespizio dell'attribuzione a Johnson da parte di Oxford del Master of Arts in previsione del completamento dell'opera. Il dizionario si presentava come un enorme volume. Le sue pagine erano alte circa 46 cm e il volume aperto misurava 51 cm di larghezza; il libro raccoglieva 42.773 voci, alle quali ne vennero aggiunte poche altre nelle successive edizioni, e costava la stravagante cifra di £4 e 10s, equivalenti circa a £350 odierne. Un'importante innovazione apportata da Johnson nella lessicografia inglese fu quella di illustrare il significato delle parole mediante citazioni letterarie, di queste nel dizionario ve ne erano circa 114.000. Gli autori più citati erano Shakespeare, Milton e Dryden. Ci vollero anni prima che il "Dizionario di Johnson", come si è venuto a sapere, producesse profitti. A quel tempo, i diritti d'autore erano sconosciuti e Johnson, una volta rispettati i termini di consegna dell'opera, non ricevette alcunché dalle vendite del volume. Negli anni che seguirono, le citazioni presenti nel Dizionario vennero ampiamente riprese e utilizzate in diverse edizioni del Webster's Dictionary e del New English Dictionary. Durante i nove anni di impegno nella stesura del Dizionario, Johnson scrisse anche vari saggi, sermoni e poesie. Decise di scrivere una serie di saggi e presentarli in un periodico intitolato The Rambler che sarebbe stato messo in vendita per pochi centesimi ogni martedì e sabato. Spiegando il perché di quel titolo, alcuni anni dopo disse al suo amico, il pittore Joshua Reynolds: "Non sapevo proprio che titolo scegliere. Così una notte mi sono seduto a fianco del letto e ho deciso che non sarei andato a dormire finché non avessi stabilito quale titolo usare per il mio periodico. The Rambler mi sembrò il migliore fra quelli venutimi in mente e così lo scelsi". Questi saggi, spesso su temi morali, tendevano ad essere molto più impegnativi di quanto il titolo della serie suggerisse; un suo primo commento a margine comparso in The Rambler fu quello di chiedere "in questa impresa tu Spirito Santo non rifiutarmi la tua assistenza ma fa che io possa promuovere la tua gloria e la salvezza mia e del prossimo". La popolarità di The Rambler aumentò quando i vari articoli furono raccolti in un volume che, durante la vita di Johnson, venne ristampato nove volte. Un'amica di Johnson, la scrittrice Charlotte Lennox, difese dagli attacchi dei critici The Rambler nel suo romanzo The Female Quixote (1752). In particolare, fa dire al personaggio Mr. Glanville, "voi potete giudicare le opere di un Young, un Richardson, o un Johnson. Scagliarvi con premeditata malizia contro The Rambler; e per mancanza di difetti schernire anche le sue inimitabili bellezze" (Book VI, Chapter XI). La Lennox, in seguito, definisce Johnson "il più grande Genio della nostra epoca".
Tuttavia, non si dedicò solo alla pubblicazione di The Rambler. La sua opera in versi più apprezzata, La vanità degli umani desideri, fu scritta con una "rapidità straordinaria" tanto che Boswell affermò che Johnson "avrebbe potuto essere perennemente un poeta". La poesia si ispira alla X Satira di Giovenale (Gli sconsigliati desideri causano sofferenza) e sostiene che "l'antidoto al vano desiderio sono i non vani desideri". In particolare, Johnson sottolinea "la vulnerabilità del singolo di fronte al contesto sociale" e "l'ineludibile auto-inganno che allontana dalla retta via gli esseri umani". Il componimento poetico venne esaltato dalla critica ma non riuscì a divenire popolare e se ne vendettero meno copie dell'altra poesia, London. Nel 1749, David Garrick mantenne la promessa di portare in scena il dramma Irene, ma il titolo venne cambiato in Mahomet and Irene per renderlo "più attraente dal punto di vista teatrale". Lo spettacolo fu replicato per nove sere.
La moglie di Johnson, Tetty, fu malata per gran parte del tempo che trascorse a Londra e nel 1752 decise di ritornare a casa mentre Johnson era tutto preso dalla compilazione del suo Dizionario. Tetty Johnson morì il 17 marzo 1752, e, alla notizia della sua morte, Johnson scrisse una lettera al suo vecchio amico Taylor nella quale, secondo Taylor, "era espresso un dolore così intenso che non mi era mai capitato di leggere parole tanto disperate". Johnson scrisse un sermone che doveva essere letto durante il funerale della moglie, ma Taylor si rifiutò di leggerlo per ragioni che non sono note. La perdita della moglie acuì in Johnson la sensazione di essere perso ed era tanta la sua disperazione che l'amico John Hawkesworth dovette prendersi l'incarico di organizzare la cerimonia funebre. Johnson si sentiva in colpa per la povertà in cui credeva di aver costretto a vivere Tetty e si rimproverava per averla trascurata. Manifestava la sua scontentezza e riempì di preghiere e lamentazioni per la morte della moglie il suo diario, fino alla fine dei propri giorni. Tetty era la ragione della vita di Johnson al punto che la morte di lei inceppò le sue capacità lavorative.

### Carriera dal 1756 alla fine degli anni 1760
Il 16 marzo 1756, Johnson fu arrestato per un debito insoluto di £5 e 18s; non riuscendo a mettersi in contatto con alcuno, scrisse allo scrittore ed editore Samuel Richardson. Richardson, che aveva già prestato denaro a Johnson, gli fece recapitare sei ghinee per mostrare la sua buona volontà, e i due divennero amici. Poco dopo, Johnson conobbe e fece amicizia con il pittore Joshua Reynolds, che destò una così positiva impressione in Johnson che questi lo definì come "forse il solo uomo che io possa definire un amico". La sorella più giovane di Reynolds, Frances, ebbe modo di osservare, quando si trovavano insieme, "che uomini, donne e bambini si riunivano intorno a lui [Johnson], divertiti" nel guardare il suo gesticolare. Oltre che di Reynolds, Johnson fu amico di Bennet Langton e Arthur Murphy. Langton era uno studioso ed ammiratore di Johnson e fece di tutto per creare l'occasione di un incontro con Johnson dal quale derivò una lunga amicizia. Johnson fece la conoscenza di Murphy durante l'estate del 1754 quando Murphy incontrò Johnson per spiegare l'accidentale ripubblicazione del N.190 di The Rambler, e così i due divennero amici. In questo periodo, la poetessa Anna Williams fu ospitata da Johnson. Era una poetessa minore in stato di indigenza e prossima a divenire cieca, due condizioni che Johnson cercò di alleviare fornendole alloggio e pagando per un intervento alla cataratta non riuscito. La Williams, a sua volta, si disobbligò facendo da governante nella casa di Johnson.

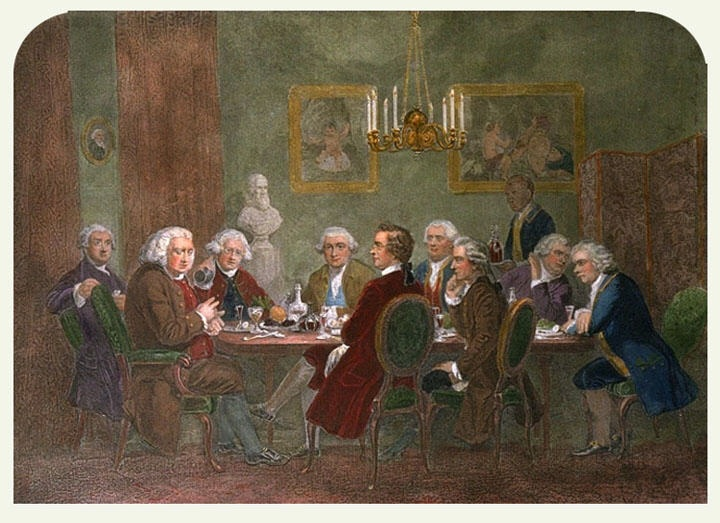
Un incontro letterario presso Sir Joshua Reynolds, molti dei partecipanti furono tra i fondatori di The Club—Da sinistra a destra:
- James Boswell,
- Samuel Johnson,
- Sir Joshua Reynolds,
- David Garrick,
- Edmund Burke,
- Pasquale Paoli,
- Charles Burney,
- Thomas Warton,
- Oliver Goldsmith

Per tenersi occupato, Johnson iniziò a lavorare su The Literary Magazine, or Universal Review, il cui primo numero venne stampato il 19 marzo 1756. Riguardo allo scopo di questa pubblicazione sorsero delle discussioni allorché scoppiò la Guerra dei sette anni e Johnson cominciò a scrivere saggi polemici contro la guerra. Dopo l'inizio della guerra, The Literary Magazine accolse molti articoli e di questi almeno 34 furono scritti da Johnson. Quando non era occupato a scrivere per The Literary Magazine, Johnson scrisse una serie di prefazioni per opere di altri scrittori come Giuseppe Baretti, William Payne e Charlotte Lennox. Il rapporto di Johnson con la Lennox e le sue opere fu particolarmente intenso durante questi anni, e la scrittrice a sua volta confidava così tanto su Johnson che egli rappresentò "il solo fatto più importante accaduto nella vita letteraria della signora Lennox". In seguito, Johnson cercò di produrre una nuova edizione delle opere della Lennox, ma nonostante il suo supporto queste non furono capaci di suscitare sufficiente interesse. Al fine di procurargli un aiuto per le faccende domestiche quando era impegnato nei suoi vari progetti, Richard Bathurst, un medico e membro del Club, convinse Johnson a prendere come servitore uno schiavo affrancato, Francis Barber.
L'8 giugno 1756, Johnson pubblicò la sua Proposta per la stampa in abbonamento dei drammi di William Shakespeare, poiché le precedenti edizioni di Shakespeare erano non corrette e abbisognavano di revisione. Tuttavia, i progressi nella realizzazione dell'opera andavano rallentando col passare dei mesi, in un incontro con lo storico della musica Charles Burney avvenuto nel dicembre 1757 Johnson disse che avrebbe completato l'opera nel marzo dell'anno seguente. Prima che questo potesse accadere, Johnson venne di nuovo arrestato nel febbraio 1758 per un debito insoluto di £40. Il debito venne subito saldato per intervento di Jacob Tonson, che aveva Johnson sotto contratto per la pubblicazione di The Plays of Shakespeare, ciò incoraggiò Johnson a finire al più presto il suo lavoro per restituire il favore. Anche se ci vollero altri sette anni per finire, Johnson completò alcuni volumi del suo Shakespeare a dimostrazione dell'impegno profuso nel progetto.
Nel 1758, Johnson iniziò a scrivere una serie di 103 saggi sotto il titolo, The Idler, pubblicati settimanalmente dal 15 aprile 1758 al 5 aprile 1760. Questa serie è stata più breve e carente di molte caratteristiche presenti in The Rambler. A differenza della pubblicazione indipendente di The Rambler, i saggi di The Idler vennero pubblicati nel settimanale The Universal Chronicle, una pubblicazione sostenuta John Payne, John Newbery, Robert Stevens e William Faden. Dal momento che The Idler non occupò tutto il tempo di Johnson, egli fu in grado di pubblicare il 19 aprile 1759 il breve romanzo storico The History of Rasselas, Prince of Abissinia. Il "libriccino", come Johnson lo descriveva, racconta la vita del Principe Rasselas e di Nekayah, sua sorella, che si trovano in un luogo detto la Valle Felice nella terra di Abissinia. La Valle è un luogo privo di difficoltà, dove ogni desiderio viene subito esaudito. Il continuo piacere, comunque, non assicura soddisfazione; perciò, con l'aiuto del filosofo Imlac, Rasselas fugge via per esplorare il mondo ed essere così testimone di come tutti gli aspetti della società e della vita fuori dalla Valle Felice siano permeati di sofferenza. Una volta ritornato in Abissinia, Rasselas non desidera più tornare nella valle dove tutto viene sempre facilmente soddisfatto. Il romanzo Rasselas venne scritto da Johnson nel giro di una settimana per poter pagare i funerali della madre e i debiti lasciati in eredità; il romanzo riscosse un tale successo che quasi ogni anno ci fu una nuova edizione inglese dell'opera. I riferimenti a questo romanzo si rinvengono in molte opere di narrativa successive, tra cui Jane Eyre, Cranford e La casa dei sette abbaini. Rasselas venne subito tradotto in cinque lingue (francese, olandese, tedesco, russo e italiano) e successivamente in altre nove.

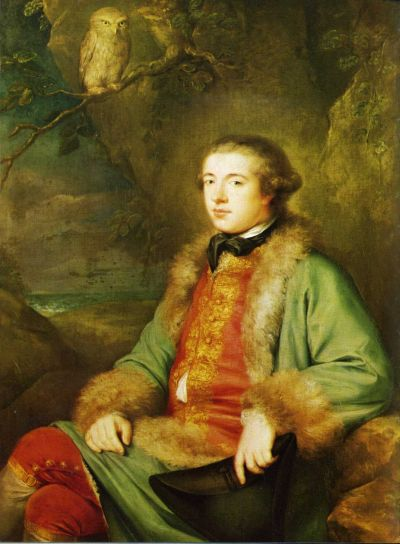
James Boswell all'età di 25 anni

Entro il 1762, tuttavia, Johnson si era guadagnata la notorietà per la sua lentezza nello scrivere; il poeta suo contemporaneo Charles Churchill prese in giro Johnson per il ritardo accumulato nel portare a termine la tanto promessa edizione delle opere di Shakespeare: "Egli getta l'esca per gli abbonati / e intasca il vostro denaro, ma il libro dov'è?" I commenti suscitati da queste parole spinsero Johnson a completare il suo Shakespeare, e, dopo aver ricevuto, il 20 luglio 1762, il primo pagamento di una pensione governativa, fu in grado di dedicare gran parte del suo tempo a questo obiettivo. Infatti ai primi di luglio, il ventiquattrenne re Giorgio III concesse a Johnson una pensione annua di £300 in riconoscimento della realizzazione del Dizionario. Questa pensione pur non arricchendo Johnson, gli consentì un modesto ma adeguato tenore di vita per i restanti 22 anni che gli restavano da vivere. Il riconoscimento derivò in gran parte dall'interessamento di Thomas Sheridan e di John Stuart, III conte di Bute. Allorché Johnson chiese se la pensione lo avrebbe costretto a promuovere un programma politico o a sostenere vari funzionari, gli fu detto da Bute che la pensione "non vi è stata data per qualcosa che dovete fare ma per tutto quello che avete fatto".
Il 16 maggio 1763, Johnson incontrò per la prima volta il ventiduenne James Boswell— che poi sarebbe stato il primo importante biografo di Johnson —nella libreria di un amico di Johnson, Tom Davies. Divennero ben presto amici, anche se Boswell dovette tornare alla sua casa in Scozia o affrontare dei viaggi all'estero per mesi. Intorno alla primavera del 1763, Johnson organizzò The Club, un circolo che comprendeva i suoi amici Joshua Reynolds, Edmund Burke, David Garrick, Oliver Goldsmith ed altri (successivamente entrarono a far parte del gruppo Adam Smith e Edward Gibbon). Essi decisero di incontrarsi ogni lunedì alle 19 presso il locale Turk's Head in Gerrard Street, Soho, questa tradizione venne rispettata a lungo anche dopo la morte dei soci fondatori.
Il 9 gennaio 1765, Murphy presentò Johnson ad Henry Thrale, un ricco produttore di birra e parlamentare, e a sua moglie Hester. Fra di loro nacque subito un'intensa amicizia; Johnson venne trattato come uno di famiglia. Johnson restò in stretti rapporti con i Thrale per 17 anni fino al decesso di Henry nel 1781, a volte alloggiava presso la "Anchor Brewery", la fabbrica di Thrale a Southwark. I diari e la corrispondenza tenuti da Hester Thrale in questo periodo si rivelarono un'importante fonte di informazioni biografiche su Johnson dopo la sua morte.
Il 10 ottobre 1765 esce finalmente l'edizione johnsoniana di Shakespeare con il titolo The Plays of William Shakespeare, in Eight Volumes ... To which are added Notes by Sam. Johnson in una tiratura di mille copie. La prima edizione fu rapidamente esaurita e ne venne stampata subito una seconda. I drammi erano presentati in una versione che Johnson riteneva più vicina agli originali perché basata su di un'attenta analisi delle edizioni in manoscritto. L'innovazione rivoluzionaria introdotta da Johnson fu quella di creare un apparato di note esplicative corrispondenti che consentissero al lettore di individuare il significato sottostante molti dei passaggi più complessi di Shakespeare o relativi a quelli che potevano essere stati trascritti in modo errato nel corso del tempo. Nelle note si trovano occasionali critiche rivolte ad altri curatori delle opere di Shakespeare e alle loro edizioni. Anni dopo, Edmond Malone, un importante studioso di Shakespeare ed amico di Johnson, dichiarò che "l'approccio energico e globale [di Johnson] ha gettato più luce sull'autore di quanto i suoi predecessori abbiano fatto".
Nel febbraio 1767 a Johnson venne concesso un incontro speciale il re Giorgio III. Questo ebbe luogo presso la biblioteca del palazzo della Regina e venne organizzato da Frederick Augusta Barnard, il bibliotecario del Re. Il Re, essendo stato informato che Johnson spesso visitava la biblioteca, dispose che Barnard lo presentasse a Johnson. Dopo un breve incontro, Johnson rimase colpito dalla persona del Re e dalla loro conversazione.

### Ultime opere

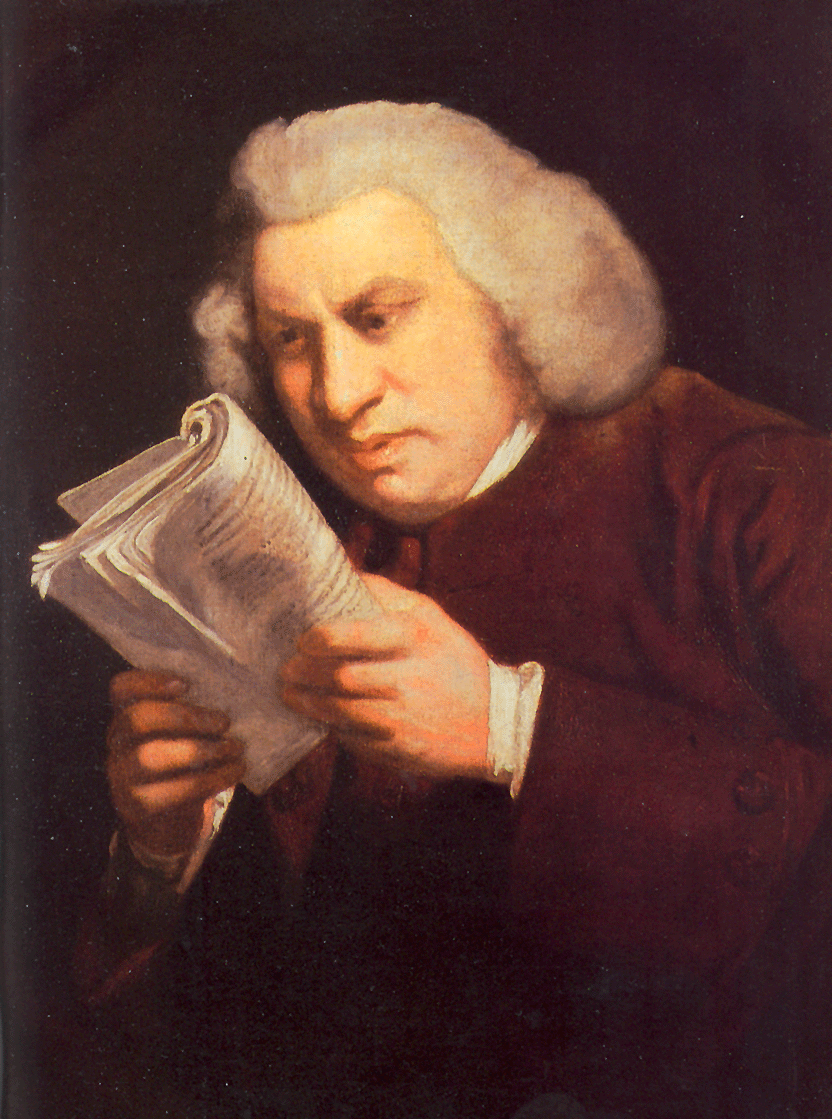
Ritratto di Johnson (1775) in cui si nota l'estrema concentrazione e la debolezza dei suoi occhi; egli non gradiva essere raffigurato come "Sam l'ammiccante"

Il 6 agosto 1773, undici anni dopo il primo incontro con Boswell, Johnson decise di far visita al suo amico in Scozia, per iniziare un Viaggio alle Isole Occidentali della Scozia, come Johnson intitolò la narrazione dei loro viaggi nel 1775. Quest'opera si prefiggeva di discutere i problemi sociali e le lotte del popolo Scozzese, ma al contempo elogiava molti dei tipici aspetti della società Scozzese, come l'esistenza ad Edimburgo di una scuola per sordomuti. Johnson, inoltre, utilizzò quest'opera per dire la sua nel dibattito sull'autenticità dei poemi di Ossian tradotti da James Macpherson, infatti secondo Johnson non potevano farsi traduzioni di letteratura scozzese antica perché "in quei tempi nulla era stato scritto in lingua Gaelica". Fra i due ci furono infuocati scambi di opinioni e, secondo quanto si legge in una lettera di Johnson, MacPherson arrivò a minacciare le vie di fatto. Il resoconto del viaggio, The Journal of a Tour to the Hebrides (1786), fu un tentativo preliminare di biografia da parte di Boswell prima della stesura di Life of Johnson. Nel resoconto del viaggio sono comprese citazioni e descrizioni di eventi, compresi degli aneddoti come quello su Johnson che gira attorno ad uno spadone indossando l'abbigliamento Scozzese, o quello che lo descrive mentre danza una giga delle Highland.
Negli anni a partire dal 1770, Johnson, che ebbe sempre la tendenza ad essere un oppositore del governo, pubblicò una serie di opuscoli a favore di diverse politiche governative. Nel 1770 scrisse The False Alarm, un pamphlet politico contro John Wilkes. Nel 1771, il suo scritto intitolato Thoughts on the Late Transactions Respecting Falkland's Islands metteva in guardia contro una guerra con la Spagna, a seguito della Crisi delle Isole Falkland (1770). Nel 1774 pubblicò The Patriot, una critica di tutto ciò egli considerava falso patriottismo. La sera del 7 aprile 1775, Johnson fece la famosa dichiarazione, "Il patriottismo è l'ultimo rifugio di una canaglia." Questa frase non era diretta, come ampiamente creduto, contro il patriottismo in generale, ma contro l'uso falso del termine "patriottismo" fatto da John Stuart, III conte di Bute (il Primo Ministro-patriota) e dai suoi sostenitori; Johnson era contro coloro che si "auto-professavano Patrioti" in generale, ma aveva in gran stima ciò che lui considerava "sincero" patriottismo.
L'ultimo di questi pamphlet, Taxation no Tyranny (1775), fu scritto in difesa dei Coercive Acts, una serie di cinque leggi riguardanti le colonie britanniche del Nord America e al contempo questo scritto era la risposta di Johnson alla Dichiarazione e risoluzioni del Primo congresso continentale d'America, in cui si ribadì il principio "Nessuna tassazione in mancanza di rappresentanza". Johnson sostenne che emigrando in America, i coloni avevano "volontariamente rinunciato al loro diritto al voto", ma godevano ancora una di una "virtuale rappresentanza" in Parlamento. In una parodia della Dichiarazione dei Diritti, Johnson fece capire che i coloni d'America non avevano più diritto della popolazione di Cornovaglia di autogovernarsi. Se gli Americani volevano essere eletti in Parlamento, disse Johnson, potevano trasferirsi in Inghilterra e acquistare una tenuta. Johnson denunciò "come traditori della patria" gli inglesi sostenitori dei separatisti d'America, e si augurò che la controversia venisse composta senza spargimento di sangue, ma che si concludesse comunque con "supremazia Inglese e obbedienza Americana". Anni prima, Johnson aveva sostenuto che l'Inghilterra e la Francia erano nient'altro che "due ladroni" che stavano sottraendo ai nativi le loro terre e che non meritavano di vivere in quelle terre. Dopo la firma della Pace di Parigi nel 1783, che stabilì la sconfitta definitiva dei britannici da parte dei coloni, Johnson fu "profondamente turbato" dalla "condizione di questo regno".
Il 3 maggio 1777, mentre Johnson stava cercando di salvare il Reverendo William Dodd dall'esecuzione capitale, che comunque avvenne il 27 giugno 1777, scrisse a Boswell comunicandogli che era impegnato a preparare delle "brevi Biografie" e delle "brevi Prefazioni, per una concisa edizione dei Poeti Inglesi". Tom Davies, William Strahan e Thomas Cadell avevano chiesto a Johnson di dar vita a quest'ultima importante opera, le Vite dei Poeti Inglesi, per la quale egli chiese un compenso di 200 ghinee, una cifra significativamente inferiore a quanto avrebbe potuto chiedere. Le Vite, che erano delle biografie critiche, apparvero in forma di prefazioni alle opere scelte di ciascun poeta ed erano comunque più ampie di quanto originariamente era stato previsto. L'opera fu completata nel marzo 1781 e pubblicata in sei volumi. Johnson così si giustificò nel presentare la sua opera, "il mio scopo era solo quello di assegnare a ciascun Poeta un certo spazio, come quelli che troviamo nelle Miscellanee francesi, contenenti poche date ed una descrizione generale."
Johnson non poté godersi il successo di quest'ultima opera a causa della morte del caro amico Henry Thrale, venuto a mancare il 4 aprile 1781. Il tenore di vita di Johnson cambiò rapidamente, perché Hester Thrale si innamorò del musicista Gabriele Mario Piozzi, con conseguente rottura dell'amicizia con Johnson. Quando tornò a casa dopo un breve periodo di viaggi, Johnson ricevette la notizia che il suo carissimo amico Robert Levet, era morto il 17 gennaio 1782. Johnson rimase scioccato dal decesso di Levet, che abitava nella casa di Johnson a Londra sin dal 1762. Poco dopo Johnson prese un raffreddore che si aggravò in una bronchite, che durò diversi mesi, e la sua salute fu ulteriormente complicata da "sentimenti di tristezza e solitudine" non solo per la morte di Levet ma anche per quelle dell'amico Thomas Lawrence e della governante di Johnson, la signora Williams.

### Ultimi anni

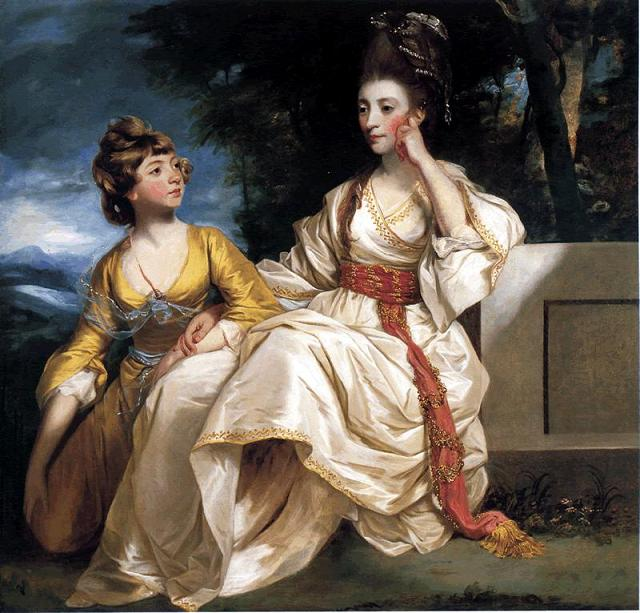
Hester Thrale con la figlia Hester Maria "Queeney"(a sinistra)

Anche se fisicamente si era rimesso per agosto, egli visse un trauma emotivo quando seppe che Hester Thrale avrebbe venduto la Mansion di Streatham Park che Johnson condivise con la famiglia Thrale. Ciò che più fece male a Johnson fu la consapevolezza che ormai non avrebbe più potuto godere della compagnia di lei. Alcuni mesi dopo, il 6 ottobre 1782, Johnson presenziò per l'ultima volta ad una cerimonia in chiesa, per dire addio alla sua precedente residenza. Il cammino fino alla chiesa lo affaticò, comunque egli aveva deciso di andarci non accompagnato. Per l'occasione, Johnson scrisse una preghiera per la famiglia Thrale:
Hester Thrale, comunque, non abbandonò del tutto Johnson e gli chiese di accompagnare la famiglia in un viaggio a Brighton. Egli acconsentì e fu con loro dal 7 ottobre al 20 novembre 1782. Al suo ritorno, la sua salute ricominciò a peggiorare e rimase solo dopo che Boswell gli fece visita il 29 maggio 1783 per poi partire per la Scozia.
Il 17 giugno 1783, il cattivo stato dell'apparato circolatorio procurò a Johnson un ictus ed egli scrisse al suo vicino, Edmund Allen, che aveva perso la capacità di parlare. Due medici furono chiamati per soccorrere Johnson; due giorni dopo egli riprese a parlare. Johnson temette di morire, e infatti così scrisse usando la metafora del black dog, il simbolo della melancolia, dello stato depressivo:
 A quel tempo era malato e paralizzato dalla gotta. Subì un intervento chirurgico per la gotta e per l'occasione gli amici che restavano, tra cui la scrittrice Fanny Burney (figlia di Charles Burney), vennero a tenergli compagnia. Johnson rimase rinchiuso nella sua stanza dal 14 dicembre 1783 al 21 aprile 1784.
La sua salute migliorò nel maggio 1784 ed egli si recò ad Oxford con Boswell il 5 maggio 1784. A metà del 1784, molti degli amici di Johnson o erano morti o erano partiti; Boswell si era recato in Scozia e Hester Thrale si era legata a Piozzi. Non avendo nessuno cui far visita, Johnson espresse il desiderio di morire a Londra e vi arrivò il 16 novembre 1784. Il 25 novembre 1784, consentì alla Burney di fargli visita ed espresse a lei il desiderio di lasciare Londra; egli ben presto raggiunse la casa del Reverendo George Strahan, Vicario di Islington. Gli ultimi istanti furono pieni di angoscia e delusione; quando il suo medico, Richard Warren, lo visitò e gli chiese se si sentisse meglio, Johnson sbottò dicendo: "No, signore; voi non potete nemmeno immaginare come rapidamente io stia avanzando verso la morte."
Molti vennero a far vista a Johnson mentre giaceva a letto ammalato, ma egli gradiva solo la compagnia di Langton. Burney attese, per conoscere le condizioni di Johnson, unitamente a Windham, Strahan, Hoole, Cruikshank, Des Moulins e Barber. Il 13 dicembre 1784, Johnson ebbe la visita di due altre persone: la signorina Morris, una giovane donna figlia di un caro amico, Miss Morris, che Johnson benedisse e Francesco Sastres, un insegnante italiano, che raccolse alcune delle ultime parole di Johnson: "I am Moriturus" ("Io che sto per morire"). Subito dopo cadde in coma, e si spense alle ore 19:00.
Langton attese fino alle ore 23:00 pm per dare la notizia agli altri, che fece impallidire John Hawkins sopraffatto da "un'agonia mentale", a loro volta Seward e Hoole descrissero la morte di Johnson come "lo spettacolo più terribile". Boswell osservò, "Il mio sentire fu come una landa di Stupore ... non ci potevo credere. Non riuscivo nemmeno a immaginarlo." William Gerard Hamilton si unì agli altri e dichiarò, "La sua morte ha lasciato una voragine che non solo nulla può colmare, ma che nulla ha la predisposizione a colmare. -Johnson è morto.- Cerchiamo se vi è uno che possa essere alla sua altezza: Non c'è nessuno; -nessun uomo può lontanamente farvi ricordare Johnson."
Samuel Johnson fu sepolto il 20 dicembre 1784 nell'Abbazia di Westminster, dove la lapide recita:
Samuel Johnson, LL.D.
Obiit XIII die Decembris,
Anno Domini
M.DCC.LXXXIV.
Ætatis suœ LXXV.

## Critica letteraria

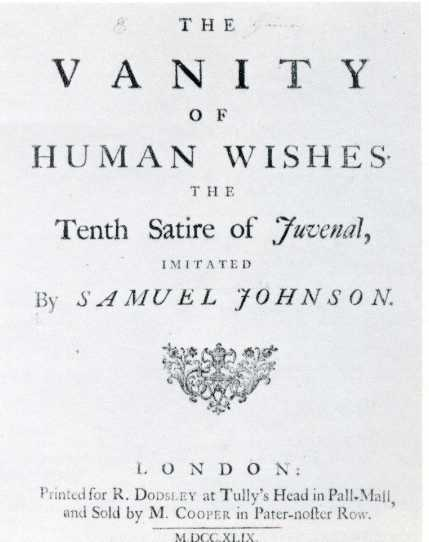
Frontespizio di The Vanity of Human Wishes (1749)

Le opere di Johnson, in particolare le sue Lives of the Poets, descrivono le diverse caratteristiche dell'eccellente scrivere. Egli riteneva che la migliore poesia fosse quella scritta nella lingua corrente e non gli piaceva l'uso di forme linguistiche ornamentali o volutamente arcaiche. In particolare, egli diffidava del linguaggio poetico di John Milton, i cui Blank verse, caratterizzati da una metrica regolare ma priva di rima, avevano ispirato molte cattive imitazioni. Inoltre, Johnson osteggiò il linguaggio poetico del suo contemporaneo Thomas Gray. La sua più grande rimostranza fu rivolta contro l'abuso fatto di quelle oscure allusioni che si trovano in opere come Lycidas di Milton; Johnson preferiva la poesia facilmente leggibile e comprensibile. Oltre alle sue opinioni sul linguaggio, Johnson riteneva bella una poesia che includesse nuove e originali immagini.
Nelle sue composizioni poetiche più brevi, Johnson si affidò a brevi versi e profuse le sue poesie di un sentimento di empatia, che probabilmente esercitò un influsso sullo stile di Alfred Edward Housman. Nel poema London, il suo primo rifarsi alle Satire di Giovenale, Johnson utilizza la forma poetica per esprimere la sua opinione politica e, come si addice ad un giovane scrittore, tratta l'argomento in un modo giocoso e quasi gioioso. Comunque, la sua seconda imitazione di Giovenale, La vanità degli umani desideri, è del tutto differente; il linguaggio rimane semplice, ma la poesia è più complicata e difficile da leggere perché Johnson in quest'opera cerca di descrivere la complessa etica Cristiana. A questi valori Cristiani si aggiungono opinioni espresse nella maggior parte delle opere di Johnson. In particolare, Johnson sottolinea l'infinito amore di Dio ed evidenzia come la felicità possa essere raggiunta mediante un agire virtuoso.

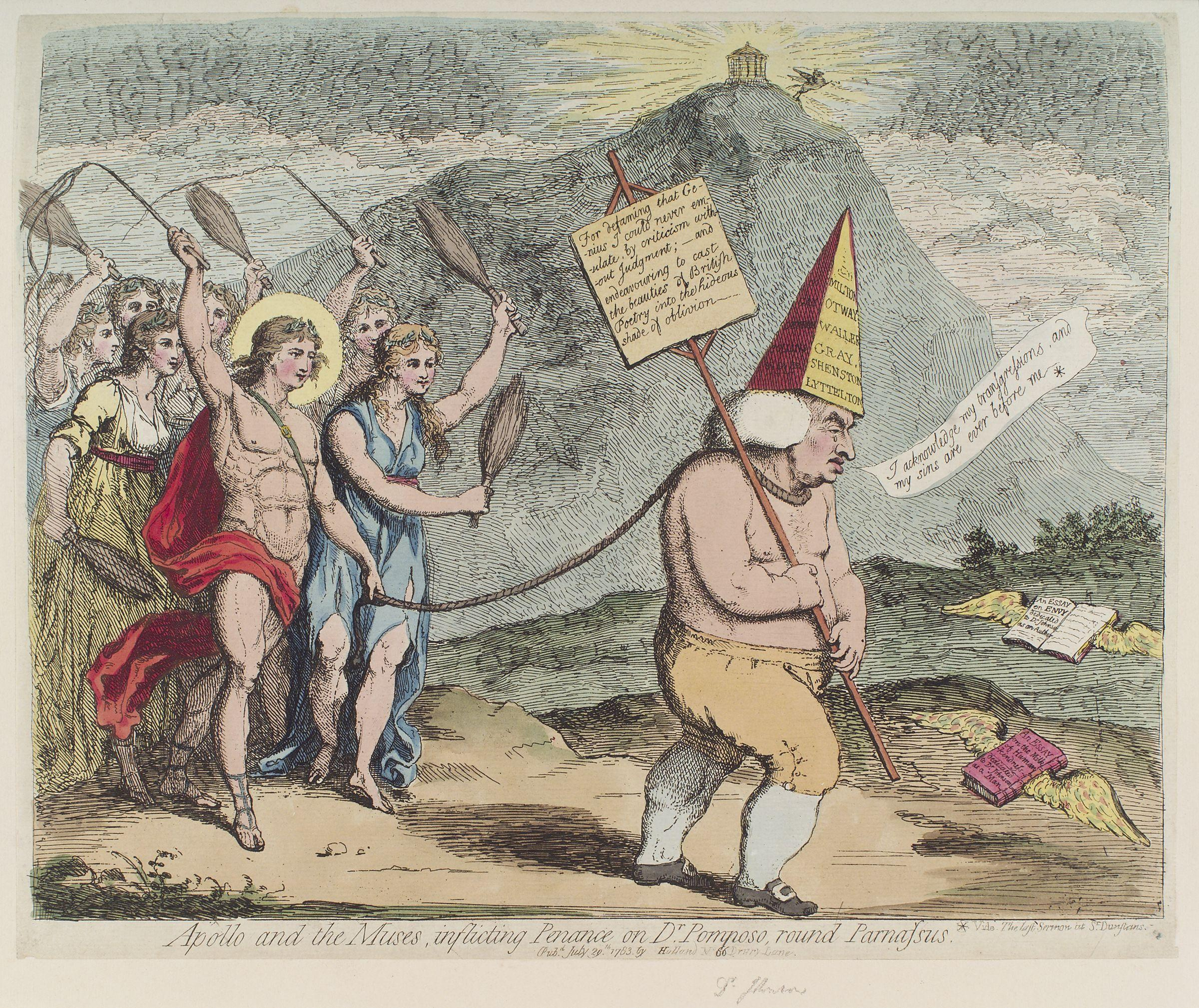
In questa caricatura di James Gillray, Johnson viene deriso per la sua critica letteraria; è costretto a subire la penitenza inflittagli da Apollo e dalle Muse con testimone, sullo sfondo, il Monte Parnaso

Quando si occupò di biografia, Johnson non fu d'accordo con l'uso che ne fece Plutarco di questa forma letteraria per lodare e insegnare la morale. Invece, Johnson riteneva dover ritrarre i soggetti biografici in modo accurato includendo gli eventuali aspetti negativi delle loro vite. Dato che il suo insistere sulla precisione nelle biografie fu poco meno che rivoluzionario, Johnson dovette lottare contro una società non disposta ad accettare dettagli biografici che avrebbero potuto offuscare la reputazione di una persona, questo argomento venne trattato nel saggio n.60 di The Rambler. Inoltre, Johnson riteneva che non dovevano essere scritte solo le biografie di personaggi famosi e considerava significative anche le vite di persone meno importanti; perciò nelle saue Lives of the Poets egli scelse poeti impoprtanti e no. In tutte le sue biografie, Johnson, per poter appieno descrivere le vite dei suoi soggetti, incluse ciò che altri avrebbero considerato dei dettagli banali. Johnson considerava l'autobiografia e i diari, inclusi i propri, come i generi letterari aventi maggior significato; nel saggio n.84 "Biography, how best performed" della raccolta The Idler egli spiega come ad uno scrittore di un'autobiografia non passerebbe mai per la testa di falsare il racconto della propria vita.
I pensieri di Johnson sulla biografia e sulla poesia si nell'intelletto di colui che sarebbe stato un buon critico. Le sue opere erano dominate dall'intento di utilizzarle per la critica letteraria. Questo era particolarmente vero per il suo Dizionario del quale scrisse: "Io ho pubblicato recentemente un Dizionario, alla pari di quelli compilati dalle Accademie di Italia e Francia, perché sia a disposizione di tutti coloro i quali ricercano l'esattezza nella critica o l'eleganza nello stile".

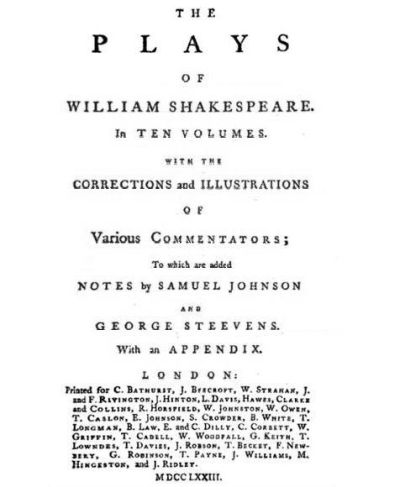
Frontespizio di The Plays of Willam Shakespeare (1773) edizione ampliata

Anche se una versione ridotta del suo Dizionario divenne il vocabolario di uso comune, la versione originale del Dizionario fu uno strumento di studio per esaminare l'uso corretto delle parole, soprattutto nelle opere letterarie. Per raggiungere questo livello di qualità, Johnson raccolse citazioni da Francis Bacon, Richard Hooker, John Milton, William Shakespeare, Edmund Spenser e molti altri autori che riteneva fra i migliori esponenti di diversi campi della conoscenza: scienze naturali, filosofia, poesia e teologia. Queste citazioni e i loro usi vennero tutti messi a confronto e attentamente studiati nel Dizionario in modo che il lettore potesse capire il significato delle parole usate in un determinato contesto.
Non essendo un teorico, Johnson non cercò di creare una scuola di pensiero per l'analisi estetica della letteratura. Invece, egli usò la sua critica a fini pratici per aiutare gli altri a meglio leggere e capire la letteratura. Quando si occupò dell'edizione delle opere di Shakespeare, Johnson sottolineò il ruolo del lettore nella comprensione del linguaggio: "Se Shakespeare presenta difficoltà più di altri scrittori, ciò è dovuto alla natura delle sue opere, che richiedevano l'uso di un linguaggio colloquiale e di conseguenza usò molte frasi allusive, ellittiche e proverbiali, come quelle che noi pronunciamo ed ascoltiamo ogni giorno senza nemmeno farci caso."
L'analisi delle opere shakespeariane non era dedicata esclusivamente alla conoscenza di Shakespeare, ma anche alla comprensione della letteratura nel suo insieme; nella sua Prefazione a Shakespeare, Johnson rigetta il dogma precedente delle tre unità classiche previste per il dramma: unità di azione, unità di tempo e unità di luogo e sostiene che il dramma deve essere fedele alla vita reale. Tuttavia, Johnson non difende soltanto Shakespeare, ma ne mette in evidenza anche i difetti, tra cui la sua carenza di moralità, la volgarità, la sua trascuratezza nell'impostare gli intrecci e la sua occasionale disattenzione nella scelta e nell'ordine delle parole. Oltre a sostenere una critica letteraria diretta, Johnson sottolineò la necessità di stabilire un testo che rifletta esattamente quello che un autore ha scritto. I drammi di Shakespeare, in particolare, furono oggetto di molteplici edizioni, ognuna delle quali conteneva refusi. Questo problema fu aggravato da curatori disattenti che ritenevano non corrette le parole difficili per loro da intendere e le cambiavano nelle edizioni successive. Johnson riteneva che il curatore di un'opera non dovesse modificare il testo in questo modo.

## Profilo caratteriale
La prestanza fisica di Johnson unitamente al suo strano gesticolare erano fonte di confusione per alcuni; quando William Hogarth incontrò per la prima volta Johnson, lo vide presso una finestra nella casa di Samuel Richardson, "mentre scuoteva la sua testa e si muoveva intorno in un modo strano e ridicolo", Hogarth pensò che Johnson fosse un "idiota, che per le sue relazioni con i terzi fosse stato messo sotto la tutela del signor Richardson". Hogarth fu piuttosto sorpreso quando "questa persona si mosse verso di loro e tutto ad un tratto si unì alla conversazione ... [con] una tale potenza di eloquio che Hogarth lo guardò con stupore e pensò che quell'idiota fosse stato momentaneamente illuminato". Non tutti comunque erano indotti in errore dall'aspetto di Johnson; Adam Smith affermò che "Johnson aveva letto più libri di chiunque al mondo", mentre Edmund Burke riteneva che se Johnson fosse stato eletto in Parlamento, "di sicuro sarebbe stato il più grande oratore che mai fosse stato fra quei seggi".
Johnson fu un devoto Anglicano ed un uomo compassionevole che aiutò un certo numero di amici poveri ospitandoli nella sua casa, anche quando non era nemmeno in grado di provvedere a se stesso. La moralità Cristiana permea tutte le sue opere ed egli trattò i temi etici con tale autorevolezza ed in un modo su cui ci si poteva fare affidamento che, Walter Jackson Bate sostiene, "non vi è alcun altro moralista nella storia che sia superiore o che possa appena iniziare a rivaleggiare con lui". Tuttavia, gli scritti di morale non contengono, come Donald Greene evidenzia, "uno schema predeterminato e permesso di 'buon comportamento'", anche se Johnson sottolinea certi tipi di condotta. Johnson non permetteva che la sua fede creasse in lui dei pregiudizi verso gli altri ed aveva rispetto per quelli di altre confessioni che dimostravano considerazione verso gli insegnamenti di Gesù Cristo. Sebbene Johnson rispettasse l'opera di John Milton, tuttavia non poteva tollerare le convinzioni Puritane e Repubblicane di Milton, ritenendo che fossero in contrasto con l'Inghilterra e la Cristianità. Era un oppositore della schiavitù sul piano morale ed una volta propose un brindisi alla "prossima ribellione dei negri delle Indie Occidentali". Oltre alle sue convinzioni in materia di umanità, Johnson era anche conosciuto per il suo amore per i gatti, in particolare per i suoi due gatti, Hodge e Lily. Boswell scrisse, "Io non dimenticherò mai l'indulgenza con cui trattava Hodge, il suo gatto."
Nonostante Johnson fosse politicamente un convinto Tory, egli ammise di aver provato da giovane simpatia per la causa Giacobita ma, durante il regno di Giorgio III, accettò l'Atto di disposizione del 1701. Si deve a Boswell l'aver fornito una immagine di Johnson quale "arci-conservatore", e fu sempre Boswell, più di chiunque altro, a stabilire come i posteri avrebbero visto Johnson. Tuttavia, Boswell non fu testimone di due dei periodi politicamente più attivi vissuti da Johnson: durante il periodo del controllo di Walpole sul Parlamento Inglese e durante la guerra dei Sette Anni. Anche se Boswell fu presente a fianco di Johnson durante gli anni del 1770 e ci descrive i quattro principali opuscoli scritti da Johnson, egli trascura di analizzarne i contenuti e preferisce descrivere i loro viaggi in Scozia. Questo atteggiamento è spiegabile dal fatto che Boswell sosteneva una posizione in contraddittorio con due di questi opuscoli, The False Alarm e Taxation no Tyranny, scritti da Johnson.
Nella sua Life of Johnson Boswell si riferiva a Johnson con l'appellativo di ‘Dr. Johnson' così spesso che in seguito l'autore del Dizionario sarebbe stato conosciuto in questo modo, anche se egli odiava essere chiamato in tal modo. L'enfasi con cui Boswell tratta gli ultimi anni di Johnson pare renderci la figura di un anziano che parla in una locanda ad una cerchia di ammiratori, una raffigurazione che è comunque interessante. Nonostante che Boswell, pur essendo uno Scozzese, fosse stato presente nei periodi più importanti della vita dell'inglese Johnson, quest'ultimo alla pari di molti suoi compatrioti aveva la reputazione di spregiatore della Scozia e della sua gente. Anche durante il viaggio che fecero insieme in Scozia, Johnson "espresse pregiudizi ed un gretto nazionalismo". Hester Thrale, nel riassumere il punto di vista nazionalista di Johnson ed i suoi pregiudizi anti-scozzesi, disse: "Sappiamo bene tutti quanto gli piacesse ingiuriare gli Scozzesi, e in verità di essere a sua volta insultato da loro."

## Stato di salute
Johnson ebbe diversi problemi di salute, tra cui da bambino la scrofula, in seguito la gotta, il tumore del testicolo ed un ictus nell'ultimo anno di vita che lo lasciò con difficoltà di parola; la sua autopsia ha indicato che era affetto da fibrosi polmonare unitamente a insufficienza cardiaca probabilmente dovuta all'ipertensione, una condizione allora sconosciuta. Sebbene Johnson complessivamente avesse uno stato di salute pari ad altri della sua generazione, egli mostrò sintomi compatibili con diverse diagnosi, tra cui la depressione e la sindrome di Tourette.
Ci sono giunte molte descrizioni di Johnson sofferente di attacchi di depressione e di come Johnson pensava di essere affetto da follia. Come dice Walter Jackson Bate, "una delle ironie nella storia della letteratura è che il suo simbolo più convincente e autorevole del senso comune —della forte e al contempo fantasiosa padronanza della concreta realtà— avrebbe dovuto iniziare la sua vita da adulto, a venti anni, in uno stato di intensa ansietà e di sconcertata disperazione che, almeno dal suo punto di vista, sembrava l'inizio della pazzia vera e propria". Per superare queste sensazioni, Johnson cercò sempre di essere coinvolto in varie attività, ma ciò non sembrò essergli di aiuto. Taylor disse che Johnson "in un certo periodo pensò con estrema determinazione di suicidarsi". Boswell ha affermato che Johnson "si sentiva sopraffatto da una orribile malinconia, affetto da un continuo nervosismo, da irritabilità e intolleranza; con un senso di abbattimento, tristezza e disperazione che rendevano l'esistenza uno squallore".

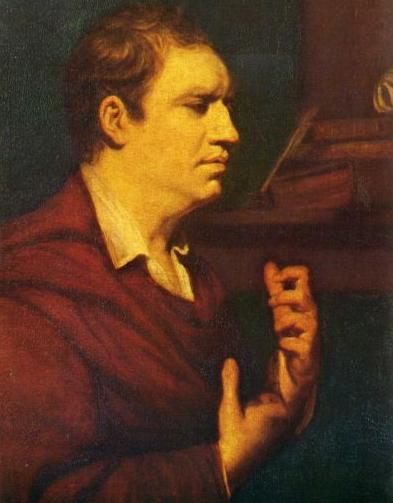
Ritratto di Reynolds del 1769 raffigurante le "strane gesticolazioni" di Johnson

Quando Johnson non fu in grado di pagare i suoi debiti, iniziò a lavorare con scrittori professionisti identificandosi nella loro condizione. Durante questo periodo, Johnson fu testimone del declino nella "miseria e nel manicomio" di Christopher Smart e temette che avrebbe potuto fare la stessa misera fine. Hester Thrale affermò, in occasione di una discussione sullo stato mentale di Smart, che Johnson era quel suo "amico che temeva di essere avvelenato con una mela". Per Hester Thrale, ciò che salvò Johnson dall'essere rinchiuso in manicomio —come accadde a Christopher Smart— fu la sua capacità di tenere per sé le sue preoccupazioni e le sue emozioni.
Duecento anni dopo la morte di Johnson, la diagnosi postuma della sindrome di Tourette fu ampiamente accettata. Questa sindrome era sconosciuta ai tempi di Johnson, ma Boswell descrive Johnson che presenta i sintomi della sindrome compresi tic ed altri movimenti involontari. Secondo Boswell "egli comunemente teneva la testa inclinata di lato ... muoveva il corpo in avanti e indietro e si stropicciava il ginocchio sinistro nella stessa direzione con il palmo della sua mano ... Egli produceva vari suoni" come "un mezzo fischio" o "come il verso della gallina quando chioccia", e "...il tutto accompagnato a volte da uno sguardo pensoso, ma più spesso da un sorriso. Generalmente quando concludeva un periodo, nel corso di una discussione, ed era esausto per il violento vocio, era solito espirare con la potenza del soffio di una balena." Ci sono molte testimonianze del genere; in particolare, è stato riferito che Johnson era solito "gesticolare" sulla soglia di una casa o negli androni.
Quando una bambina gli chiese perché mai facesse quei versi e gesticolasse in tal modo, Johnson rispose: "Per una cattiva abitudine." La diagnosi della sindrome venne formulata la prima volta in una relazione del 1967, e il ricercatore Arthur K. Shapiro descrisse Johnson come "l'esempio più notevole di un efficace adattamento alla vita nonostante la sindrome di Tourette". I dettagli forniti dagli scritti di Boswell, di Hester Thrale e di altri rafforzano la diagnosi, e una relazione così conclude:
(J.M.S. Pearce Journal of the Royal Society of Medicine, July 1994.)
Sin da piccolo, Johnson soffrì di disturbi alla vista, specie nell'occhio sinistro, e ciò interferì con la sua istruzione. Da parte dei suoi contemporanei ci sono giunte notizie contraddittorie riguardo alla sua vista. Pare che Johnson fosse miope ma non usò mai gli occhiali. Benché con l'età si aggravassero i suoi problemi visivi; tuttavia, la sua grafia rimase abbastanza leggibile.

## Retaggio

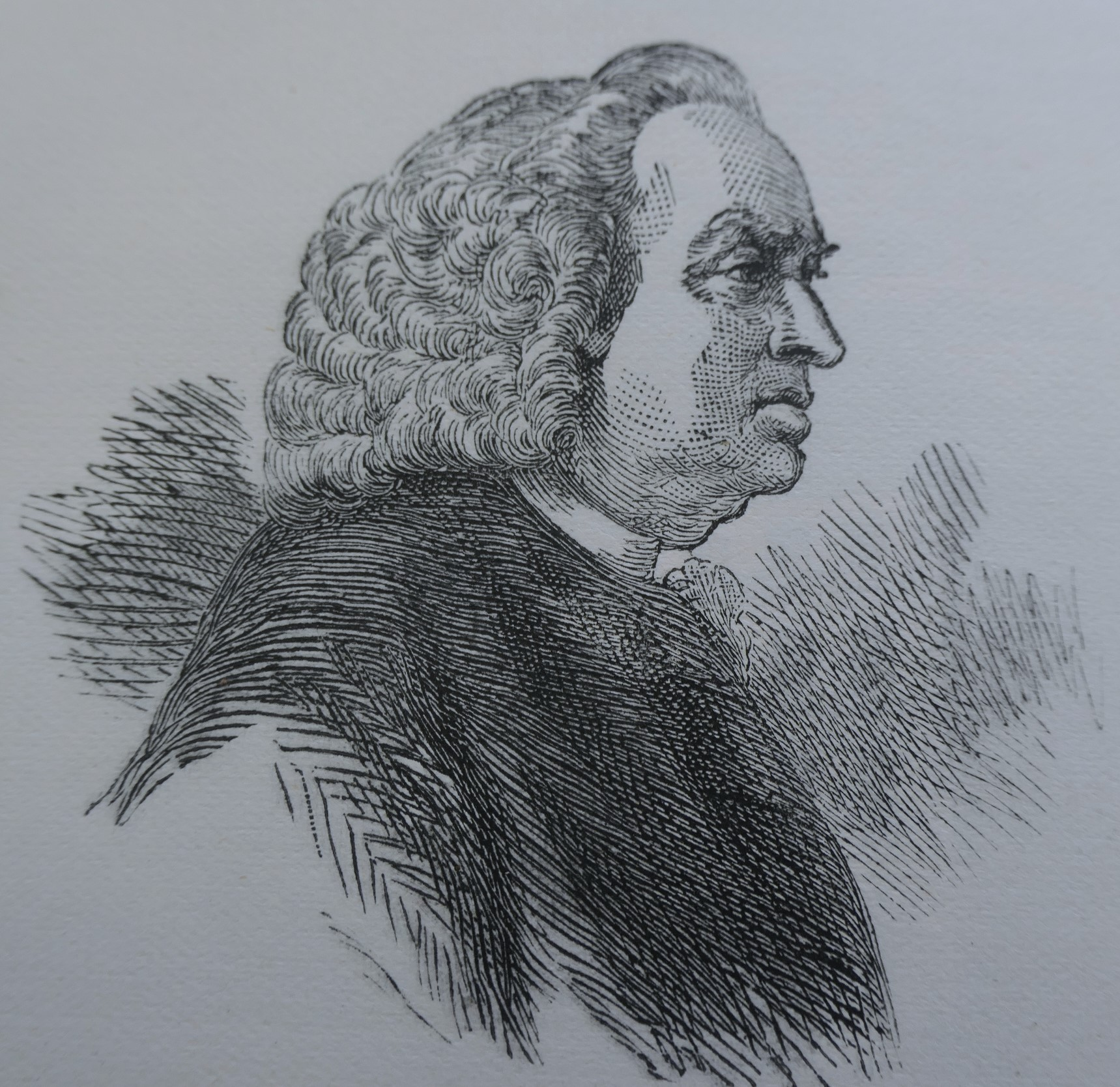
Statua in bronzo del Dr Johnson eretta nel 1910 presso la St. Clement Dane's Church di Londra, frequentata regolarmente dallo scrittore.

Johnson fu, secondo Steven Lynn, "di più che un noto scrittore e studioso"; egli fu una celebrità. Le notizie sulla sua attività e sulla sua salute negli ultimi anni di vita venivano costantemente riportate in diversi giornali e riviste e quando non c'era nulla da segnalare, qualcosa veniva inventato. Secondo Bate, "Johnson amava la biografia," ed egli come soggetto di una biografia "cambiò del tutto il corso della biografia per il mondo moderno. Un prodotto del genere è stato il più famoso e singolare lavoro di arte biografica mai scritto in tutta la letteratura, Life of Johnson di Boswell, e ce ne furono molte altre di memorie e biografie di tipo analogo scritte su Johnson dopo la sua morte." Questi scritti includono:
- Thomas Tyers, A Biographical Sketch of Dr Samuel Johnson (1784);[223]
- James Boswell, The Journal of a Tour to the Hebrides (1785);
- Hester Thrale, Anecdotes of the Late Samuel Johnson, contenente voci tratte dal suo diario Thraliana ed altri appunti;[224]
- John Hawkins, Life of Samuel Johnson (1787), la prima biografia completa di Johnson;[225]
- Arthur Murphy, An Essay on the Life and Genius of Samuel Johnson (1792), che sostituì la biografia di Hawkins come introduzione ad una raccolta di Opere di Johnson.[226]

Un'altra fonte importante di notizie su Johnson fu Fanny Burney, che descrisse Johnson come il "Capo riconosciuto della Letteratura in questo regno" e tenne un diario che contiene dettagli mancanti nelle altre biografie. Sopra tutte le altre opere spicca il ritratto di Johnson tracciato da Boswell nella sua biografia, l'opera più nota ai lettori del biografo scozzese. Anche se dei critici come Donald Greene discutono circa lo status di biografia dell'opera di Boswell, Life of Johnson divenne un successo perché promosso da Boswell e dal circolo dei suoi amici, a scapito di molte altre opere sulla vita di Johnson.
Per quanto concerne la critica letteraria, Johnson ha esercitato una duratura influenza, anche se non tutti lo considerarono con favore. Alcuni, come Macaulay, definirono Johnson un idiota sapiente che produsse alcune opere rispettabili, alcuni altri, come i poeti del Romanticismo, furono del tutto contrari alle opinioni di Johnson sulla poesia e la letteratura, in particolar modo non accettarono la sua critica di Milton. Tuttavia, altri autori del periodo romantico non erano d'accordo: per esempio, l'opera Racine et Shakespeare di Stendhal è basata in parte sui giudizi di Johnson sull'opera di Shakespeare, Johnson influenzò lo stile e la filosofia di Jane Austen. Successivamente, le opere di Johnson riscossero il favore dei critici e Matthew Arnold, nella sua opera Six Chief Lives from Johnson's "Lives of the Poets", considerava le Vite di Milton, Dryden, Pope, Addison, Swift e Gray come "punti di riferimento alla pari dei punti cardinali e ogni volta che torniamo a consultarli possiamo sempre ritrovare la nostra strada." Johnson fu ammirato da Chesterton, che ne fece un personaggio principale di uno dei suoi drammi, Il giudizio del dottor Johnson.
Più di un secolo dopo la sua morte, i critici letterari come George Birkbeck Norman Hill e T. S. Eliot iniziarono a considerare Johnson un critico serio. Essi presero a studiare le opere di Johnson con una crescente attenzione all'analisi critica rinvenuta nella sua edizione di Shakespeare e delle Lives of the Poets. Yvor Winters ha sostenuto che "Un grande critico è il più raro di tutti i geni letterari; forse l'unico critico di lingua inglese che meriti tale appellativo è Samuel Johnson". F.R. Leavis convenne su ciò e riguardo alla critica johnsoniana, disse, "Quando lo leggiamo sappiamo, oltre ogni dubbio, che siamo di fronte ad una mente potente e brillante che opera di primo acchito sulla letteratura. Questa, possiamo dire con enfatica convinzione, davvero è critica". Edmund Wilson ha affermato che "Lives of the Poets e le prefazioni e i commenti sulle opere di Shakespeare sono tra i più brillanti e più acuti documenti in tutta l'intera gamma della critica inglese". Il critico Harold Bloom collocò l'opera di Johnson saldamente nel Canone Occidentale descrivendolo come "ineguagliato da qualsiasi critico in ogni nazione prima o dopo di lui...Bate nella migliore valutazione di Johnson che io sappia, sottolineò che nessun altro scrittore è così ossessionato dalla consapevolezza che la mente è una attività, che può distruggere sé o gli altri se non è impegnata nel lavoro." Non c'è da meravigliarsi che la sua filosofica insistenza sul fatto che il linguaggio debba essere esaminato all'interno della letteratura, sia diventata una modalità prevalente di teoria letteraria durante la metà del XX secolo.
Esistono molte associazioni costituite per e dedicate allo studio e al piacere di conoscere la vita e le opere di Samuel Johnson. In occasione del bicentenario della morte di Johnson nel 1984, l'Università di Oxford ha organizzato una conferenza di una settimana con la presentazioni di 50 saggi e l'Arts Council of Great Britain ha tenuto una mostra di "ritratti di Johnson e altra oggettistica johnsoniana". Il Times di Londra e la rivista Punch presentarono per l'occasione delle parodie dello stile di Johnson. Nel 1999, il canale quattro della BBC ha dato inizio al Samuel Johnson Prize, un premio per la saggistica.
Metà della superstite corrispondenza di Johnson unitamente ad alcuni dei suoi manoscritti, edizioni delle sue opere, dipinti ed altri oggetti a lui appartenuti sono raccolti nella Collezione del Dr Samuel Johnson, appartenuta a Mary Hyde, e dal 2003 conservata presso la Houghton Library della Harvard University. I materiali della collezione possono essere consultati nella Houghton Reading Room. La collezione comprende le bozze del "Plan for a Dictionary", documenti collegati con Hester Thrale Piozzi e James Boswell (incluse le bozze corrette della Life of Johnson) ed anche una teiera appartenuta a Johnson.

## Opere principali
|         | Saggi, pamphlet, periodici, sermoni                                                     |
|         |                                                                                         |
| 1732–33 | Birmingham Journal                                                                      |
| 1747    | Plan for a Dictionary of the English Language                                           |
| 1750–52 | The Rambler                                                                             |
| 1753–54 | The Adventurer                                                                          |
| 1756    | Universal Visiter                                                                       |
| 1756-   | The Literary Magazine, or Universal Review                                              |
| 1758–60 | The Idler                                                                               |
| 1770    | The False Alarm                                                                         |
| 1771    | Thoughts on the Late Transactions Respecting Falkland's Islands                         |
| 1774    | The Patriot                                                                             |
| 1775    | A Journey to the Western Islands of Scotland                                            |
| 1775    | Taxation no Tyranny                                                                     |
| 1781    | The Beauties of Johnson                                                                 |
|         |                                                                                         |
|         | Poesia                                                                                  |
|         |                                                                                         |
| 1738    | London                                                                                  |
| 1747    | Prologue at the Opening of the Theatre in Drury Lane                                    |
| 1749    | The Vanity of Human Wishes                                                              |
| 1749    | Irene, a Tragedy                                                                        |
|         |                                                                                         |
|         | Biografie, critica                                                                      |
| 1744    | Life of Mr Richard Savage                                                               |
| 1745    | The Plays of William Shakespeare - Miscellaneous Observations on the Tragedy of Macbeth |
| 1756    | "Life of Browne" in Thomas Browne's Christian Morals                                    |
| 1756    | Proposals for Printing, by Subscription, the Dramatic Works of William Shakespeare      |
| 1765    | Preface to the Plays of William Shakespeare                                             |
| 1765    | The Plays of William Shakespeare                                                        |
| 1779–81 | Lives of the Most Eminent English Poets                                                 |
|         |                                                                                         |
|         | Dizionario                                                                              |
|         |                                                                                         |
| 1755    | Preface to a Dictionary of the English Language                                         |
| 1755    | A Dictionary of the English Language                                                    |
|         |                                                                                         |
|         | Racconto filosofico                                                                     |
| 1759    | The History of Rasselas Prince of Abyssinia                                             |

## Traduzioni italiane
- Samuel Johnson, Storia di Rasselas principe d'Abissinia, a cura di V. Orsenigo, Palermo, Sellerio Editore, 1994.
- Samuel Johnson, Riflessioni sugli ultimi fatti relativi alle Isole Falkland, a cura di L. Terzi L., Milano, Adelphi, 1982.